# 大山 (神奈川県)

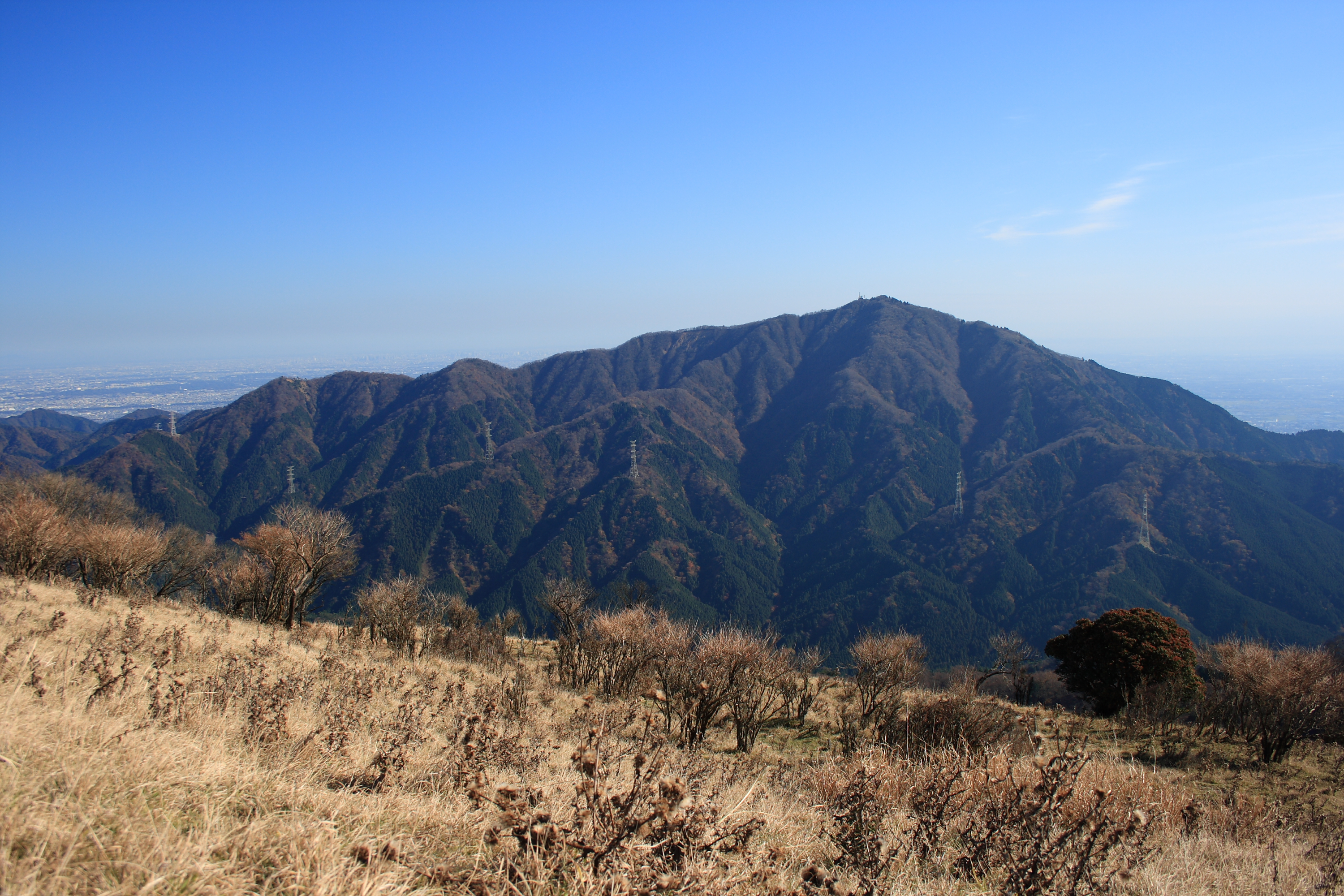
三ノ塔付近から望む秋の大山

大山（おおやま）は、神奈川県伊勢原市・秦野市・厚木市境にある標高1,252 mの山である。丹沢山などの丹沢の山々とともに丹沢大山国定公園に属し、神奈川県有数の観光地のひとつである。日本三百名山や関東百名山のひとつでもある。

## 概要
大山は、丹沢表尾根の東端にあり、富士山のような三角形の美しい山容から、古くから庶民の山岳信仰の対象とされた（大山信仰）。「大山」の名称の由来は不詳だが、明治以降は山頂に大山祇神を祀ったためと言われるようになった。大山祇神は江戸時代末までは「石尊（大）権現」と呼ばれていた。大山の山頂には巨大な岩石を御神体（磐座）として祀った阿夫利神社の本社（上社）があり、中腹に阿夫利神社下社、大山寺が建っている。また、大山は別名を「阿夫利（あふり）山」、「雨降（あふ）り山」ともいい、大山および阿夫利神社は雨乞いの神ともされ、農民の信仰を集めた。

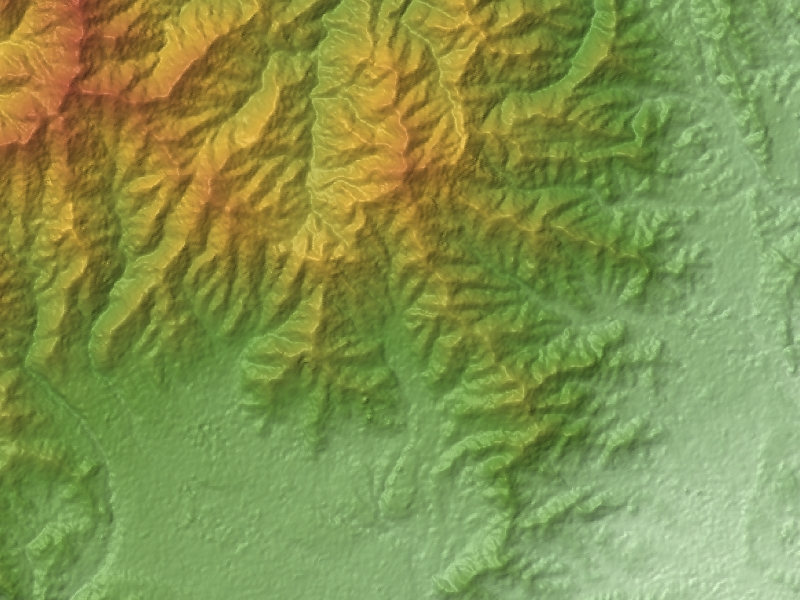
大山の地形図。山頂は中央上

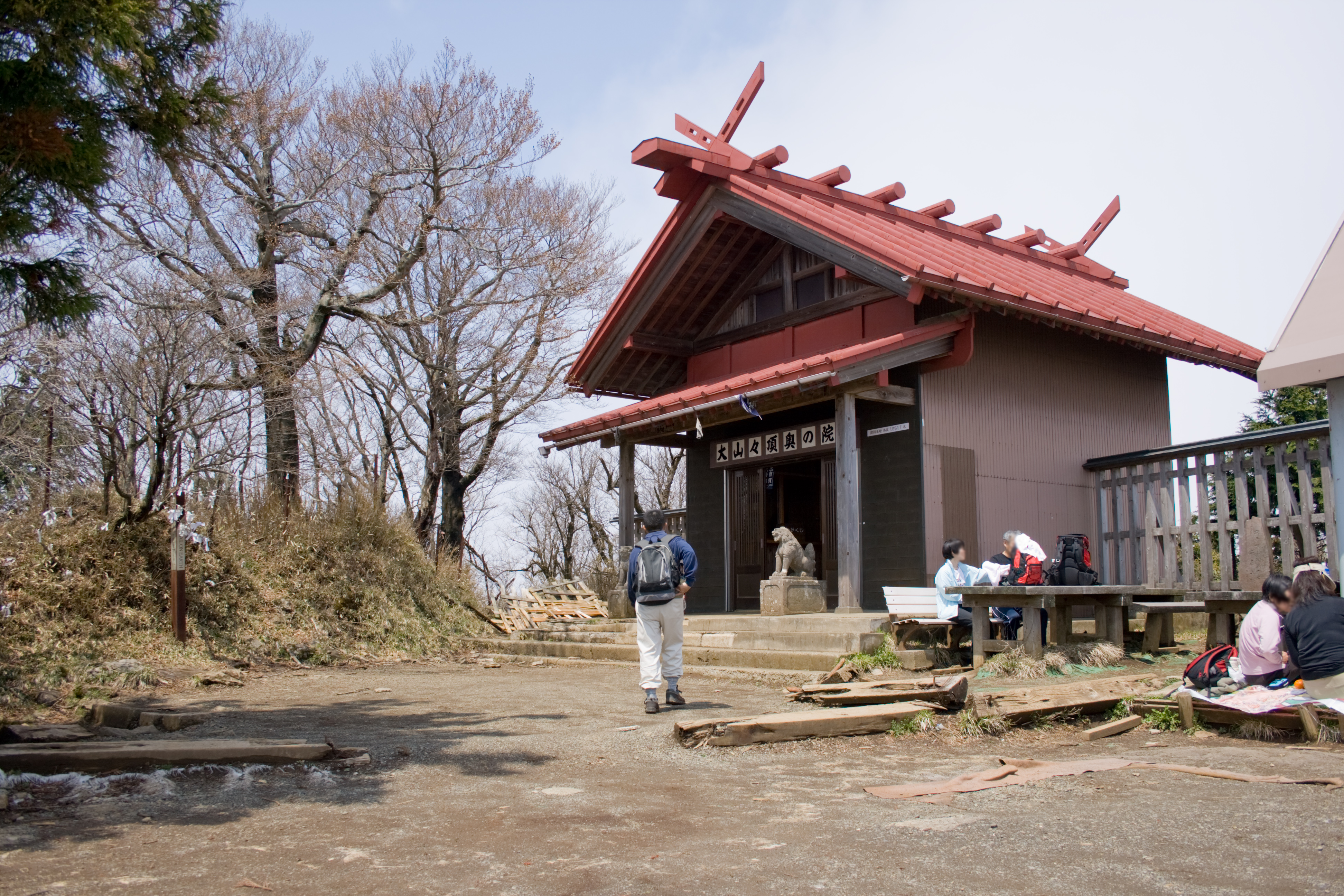
大山阿夫利神社 大山々頂奥の院

江戸時代の中ごろ（18世紀後半）から、大山御師（明治以降は先導師）の布教活動により「大山講」が組織化され、庶民は盛んに「大山参り」を行った。各地から大山に通じる大山道や大山道標が開かれ、大山の麓には宿坊等を擁する門前町が栄えることとなった。
大山では、天狗信仰も盛んであり、阿夫利神社本社（上社）が石尊権現社（大山寺本宮）だった江戸時代までは、山頂奥社が「大天狗社」、山頂前社は「小天狗社」だった。民俗学研究家の知切光歳は、大山の天狗は日本の八天狗に数えられた大山伯耆坊であるという説を唱えている。同じく八天狗の香川県の白峰の天狗の名前が「相模坊」であることや、四十八天狗に大山伯耆坊の代わりに伯耆大山清光坊が入っていることから、相模大山の相模坊が崇徳上皇の霊を慰めるために四国の白峰に行ってしまったために、元は伯耆大山の天狗である伯耆坊が、相模大山に移ったとしている。また、現地で会った古老から大山寺にかつて伯耆坊を祀った堂宇があったことを聴いたり、山中で伯耆坊の名が書かれたその堂宇が朽ちかけて転がっているのを発見したとも述べている。ただし、この伯耆坊移住説は国文学者の久留島元や妖怪研究家の毛利恵太らによって疑問が呈されている。相模大山の天狗には元々名前が無く、伯耆坊ではないというのである。白峰相模坊の名前の由来も、『保元物語』に登場し崇徳上皇に味方した相模阿闍梨勝尊ではないかという指摘がある。また、地域伝承等を元に書かれた『相模大山と古川柳』の著者である根本行道も、相模大山山頂の大天狗社、小天狗社の天狗と伯耆坊は別だろうと明言している。久留島は、仮に幕末から近代にかけて相模大山において大山伯耆坊を祀った天狗信仰が存在したとしても、表記に掛けて八天狗を持ち出した新しい信仰と考えるしかないと述べている。
現代においては、日本経済新聞がYAMAPを使用して集計した「2023年に登頂回数が多かった山」ランキングで全国9位を記録する登山者に人気の山でもある。

## 歴史

### 平安時代まで
大山信仰が始まった時期は不明だが、発掘により、縄文時代後期中葉の加曽利B式土器片や、古墳時代の土師器片・須恵器片、平安時代の経塚壺・経筒などが発見されており、信仰開始の時期はかなり古い時代にまでさかのぼることができると推定される。ただし、縄文土器等については、発掘担当代表者が江戸時代初めに持ち込まれたものと断定している。
『万葉集』の東歌で、大山は「相模峰の雄峰見過ぐし忘れ来る妹が名呼びて吾を哭し泣くな」と詠われた。
10世紀前期の『延喜式』神名帳には、相模国十三座の一つとして、「阿夫利神社」（アフリノカミノヤシロ）の記載があり、神名帳の原本である神祇官の台帳が天平年間の完成とされることから、8世紀前半に阿夫利神社が創建されたとすることもできる。つまり、当時の祭神名が「アフリノカミ」で、古墳時代以降の山岳信仰で大山そのものへの広域の信仰によるものと考えられる。古代の仏教的山岳修行者が清浄な山内に修行場所を開拓するに従い山頂の磐座が「石尊権現」として祀られるようになったと考えられる。大山で大山祇神が主祭神となったのは明治以降の近代「阿夫利神社」（アフリジンジャ）が成立してからである。
古代に不動明王像を本尊とする大山寺が建立され、大山山頂の磐座への「石尊権現」信仰と大山全体を不動明王の霊場とする信仰とが一体化していったとされる。なお、『續群書類從』第27輯下釋家部の『大山寺縁起（真名本）』（内閣文庫本ほかでは一般に『大山縁起』）には、天平勝宝7歳（755年）、東大寺初代別当の良弁僧正が自刻の木造不動明王像を本尊に大山寺を開創したとの記載がある。大山寺は、聖武天皇により国家安穏を祈願する勅願寺とされ、天平宝字5年（762年）には行基の命により、光増が不動明王像を製作して本堂に奉納したとされる。元慶2年（878年）の大地震と大火により大山寺は焼失したが、元慶8年（884年）安然が再興したなどの伝承から、顕密系山岳寺院として栄えていったと考えられる。
平安時代の末に、大山は糟屋氏が支配する糟屋荘に編入されたが、久寿元年（1154年）12月に糟屋荘は安楽寿院に寄進された。その後、大山は藤原得子（ふじわらのなりこ。鳥羽法皇の皇后。美福門院）の領地となり、さらに、得子の子である暲子内親王（あきこないしんのう。八条院）の領地とされた。

### 鎌倉時代から戦国時代まで
鎌倉時代には、糟屋氏が源頼朝の御家人となったため、大山寺は鎌倉幕府の庇護を受けることとなった。『吾妻鏡』には、大山寺が源頼朝や源実朝から寄進を受けた旨の記載がある。その後、一時荒廃した大山寺だが、京都東寺の再興事業で実績を上げた願行房憲静（けんじょう）の手で復興された。このとき、願行は蒙古を降伏させる秘法を修得するため大山に登り、百日間の苦行を行い、師匠・意教房頼賢が提供した鉄造の不動明王像の前で祈り続けると、怒り狂った不動明王の姿がみえ、その後、不動明王像の目が見開かれたという。願行は、この時の不動明王の姿をもとに、二体の鉄造の不動明王像を製作し、その一体が大楽寺の不動明王像（「試みの不動」と呼ばれる。現・覚園寺蔵。神奈川県重要文化財）となり、もう一体が大山寺の不動明王像（国の重要文化財）となったとされる。
室町時代においても、当初、大山寺は室町幕府・鎌倉府の庇護を受けていたと考えられるが、やがて顕密系地方山岳寺院の当時の一般的状況として、地域領主層や勧進唱導活動等で一山の経営を支えるようになった山内宗教者集団の発言権が増していったであろうと想像される。文明18年（1486年）の冬に大山に登った聖護院門跡道興准后は、『廻国雑記』に雪の大山山内に宿泊し「その夜の大山は寒くて眠れなかった」などの漢詩と和歌を詠んでいる。ここから、当時の大山寺に、近衛摂関家の貴種であり全国山伏の棟梁一行を迎えるだけの山伏集団が存在していたと考えられる。なお、室町時代の後期のころに、『大山寺縁起絵巻』が成立した。
戦国時代に、大山は小田原の北条氏の支配下に入り、北条氏は大山の宗教勢力を利用しようとしたことが諸史料からわかっている。なお、大山の山伏集団は本山派の院家勝仙院（のちの住心院）の霞下であったと考えられる。天正18年（1590年）に徳川家康に与する軍勢が小田原を攻略した際には、大山の宗教勢力は北条氏に与して、激しい戦いを繰り広げた。

### 江戸時代

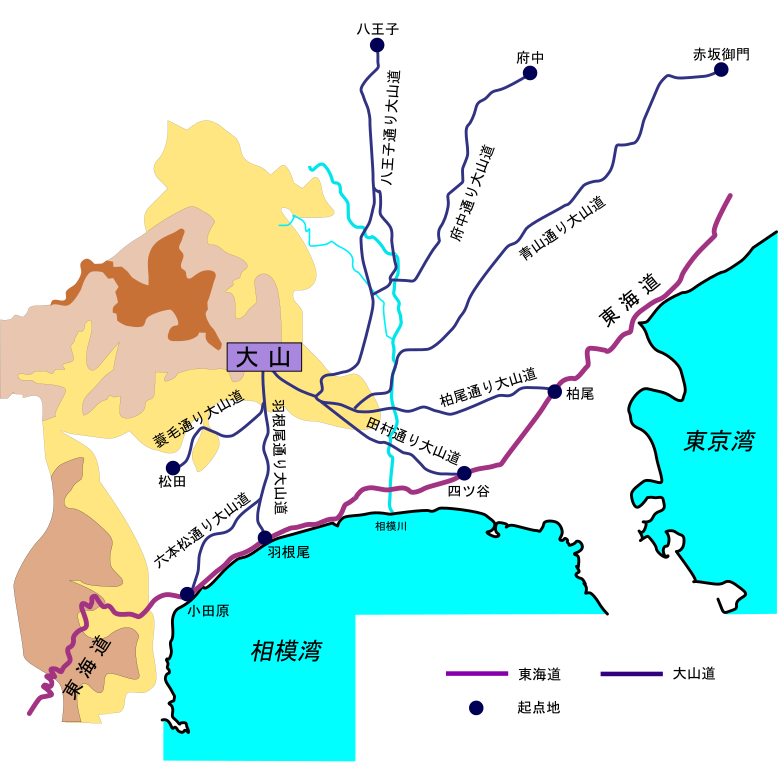
大山道(主要8道)。

江戸時代に入ると、徳川家康は敵対していた大山の勢力に厳しい姿勢で臨み、真言宗以外の勢力を全て下山させ、山内の居住は清僧（学僧）のみで25口に限定して許可することとし、さらに山岳寺院一山としては特定宗派にまとまっていなかった大山寺を古義真言宗に統一し、初代学頭に成事智院の住持であった実雄法師（古義真言宗）を任命し、定住させることとした。そのうえで、慶長13年（1608年）には御朱印地等を寄進するなどし、経済的な援助関係を強めた。特に徳川家光は、大山寺の「寛永の大修理」の際に、造営費として1万両を与え、落成の祝賀等に春日局を代参として二度参詣させた。
下山させられた山伏や山内に家族で住んでいた住人たちは、大山の麓に居住し、御師として、布教活動を行うとともに、宿坊や土産物屋の経営をするなどし、その結果、大山門前町（蓑毛町、坂本、稲荷、開山、福永、別所、新町）が成立した。御師たちの活動により、宝暦年間（1751年 - 1764年）から行われた信仰による登山は大山講と呼ばれ、各地から通じる道は「大山道」（「大山街道」ともいう現在の国道246号を含む）と呼ばれた。江戸の庶民にとっては、大山詣と江ノ島詣のセットが娯楽の一つとなった。古典落語の演題にも『大山詣り』が登場した。明治初期の『開導記』には、大山講の総講数は15700であり、総檀家数は約70万軒との記載がある。このように大山信仰が流行することとなった要因として、『大山寺縁起』（正確には『大山寺縁起絵巻』）の内容が民間に伝わったことが指摘されている。寛政4年（1792年）には、『大山不動霊験記』が出版された。

### 明治以後
明治維新以後、明治元年（1868年）3月の神仏分離令と、それに伴う廃仏毀釈の運動により、大山寺は取り壊しとなり、その跡に阿夫利神社の下社が建立された。明治18年（1885年）に、大山寺は現在地（来迎院の跡地）に明王院として再建され、大正4年（1915年）に観音寺と合併し、再び「大山寺」を称することとなった。

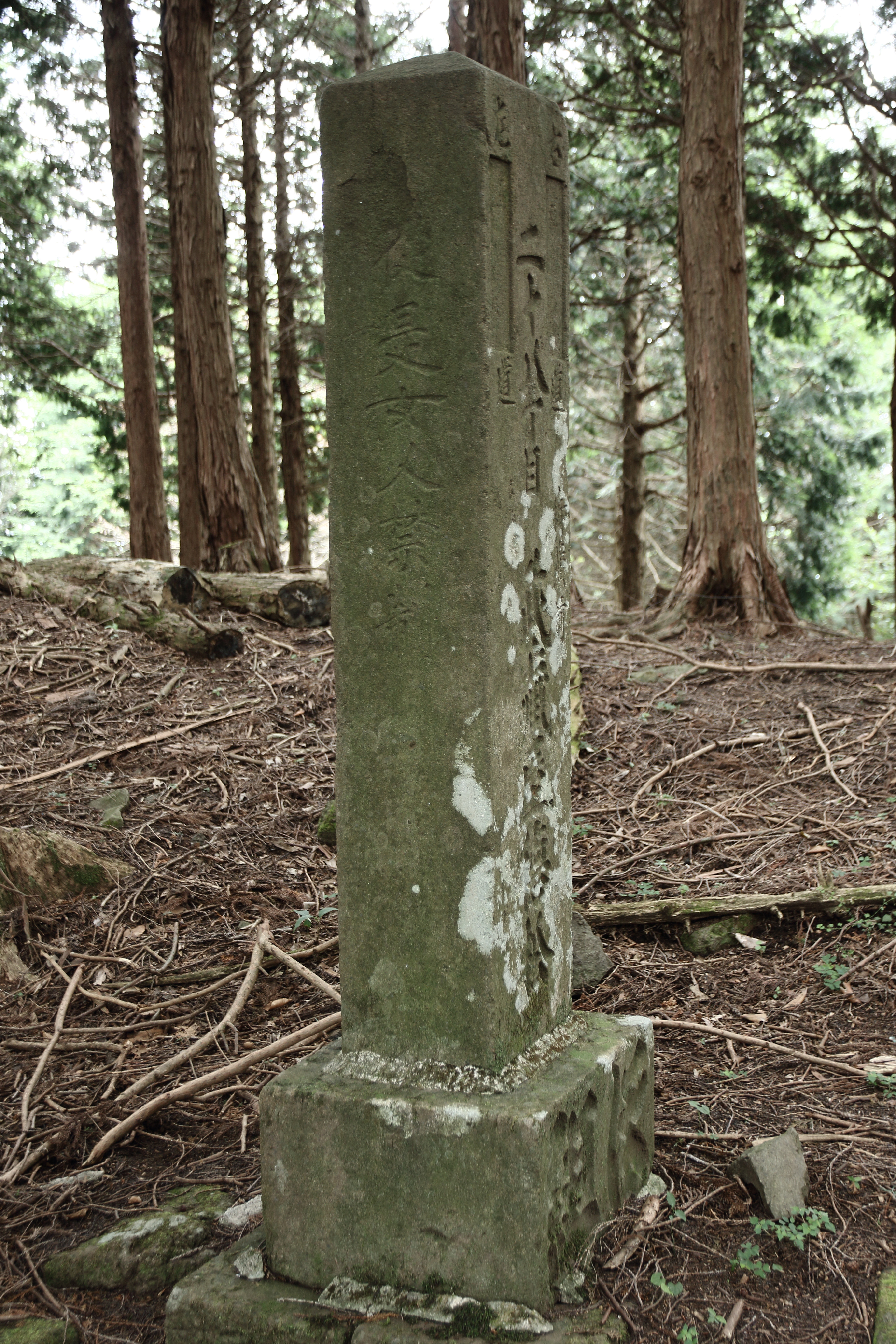
弘化二年造立の女人禁制碑

江戸時代の大山は女人禁制のため、女性は大山寺（現在の下社）までしか登ることができなかった。しかし、明治元年10月6日に、女性1名を含むイギリス領事館の一行7名は、夏山を過ぎて閉じられていた登拝門の鍵を勝手にこじ開けて山頂の石尊宮まで登ってしまった。当時の大山では幕末からの神仏分離の流れの中で係争が続いていたが、急遽団結して「恒例祭典諸用覚」がまとめられ、女性の登山についても祭礼中には認められることになった。
蓑毛からの登山道が下社からの「かごや道」と合流する付近には、弘化2年（1845年）に造立された高さ約1.5メートルの女人禁制碑が残されている。

## 史料

### 大山寺縁起絵巻
『大山寺縁起絵巻』によると、相模国の国司であった大郎大夫時忠という人物が、子供に恵まれないため、如意輪観音像を製作して祈ったところ、夫婦の夢の中に高齢の僧が現れ、「弥勒菩薩の化身」という法華経一巻を与えて姿を消した。その後夫婦の間に男の子が生まれ、仏の化身とされて、国中から祝福を受けたが、誕生から50日後、野外で赤ん坊が湯浴みしているときに、金色の鷲にさらわれてしまった。夫婦は嘆き悲しんだが、金色の鷲の巣に連れ去られたその子供は奈良の覚明という僧に引き取られ、「金鷲童子」と名付けられた。童子は出家して「良弁」を名乗り、聖武天皇に認められて東大寺（金鐘寺）の初代別当となり、華厳宗を確立したが、良弁の噂を聞いた時忠は奈良に行き、子である良弁と再会した。話を聞いた聖武天皇は、良弁が相模国に帰国することを許したが、当地で仏法を広めたらすぐに帰京することを命じた。
相模国で、良弁は大山の山頂から光が放たれているのをみた。なお、ここにみられる「放光山伝説」は修験道と関連の深い山岳の縁起によくみられるものであるという。良弁は大山に登り、山頂の地面を掘って、不動明王の石像を発見した。そのとき、不動明王が、この山は弥勒菩薩の「兜率天浄土」であると語った。良弁は山中でみいだした霊木で不動明王の像を製作し、その像の前で21日間祈ると、弥勒菩薩の化身である四十九院が現れるなどした。なお、仏像を霊木で製作するという部分に、霊木信仰の存在が指摘される。
良弁が山中にある岩窟の下の池の端で、7日間祈ると、池の中から震蛇大王を名乗る大蛇が現れ、「自分は大山を守護しているが、仏の教えを無視していたため、このような姿になってしまった。上人のおかげで兜率天の内院に変わることができたので、今後は大山に垂迹して大山寺を守護したい」と語った。ここには、本地垂迹説による、神仏習合の典型的なかたちがみいだされる。
良弁が参拝人のため、水が出るようにして欲しいと大蛇に依頼すると、岩窟の上から水がしたたり落ち、「二重の滝」となった。ここで、絵巻には、詞書には記載がない役小角が二鬼神とともに描かれており、絵巻の成立背景に修験道の影響があることがうかがえる。また、大山信仰の根幹の一つとされる、「大山寺」と「水」との関係（水垢離をする修行者など）が鮮明に描写されているとされる。
こうして、大山寺を開山すると、良弁は、天皇との約束に従い、帰京していったとされる。

### 大山不動霊験記
『大山不動霊験記』は全131話から成り、大山の不動明王の霊験がもたらされるにはどうすればよいか、が説話の中で語られており、ただ願うだけではなく実際に行動することを訴えていて、大山信仰の発展に一定の役割を果たしたと指摘される。
『大山不動霊験記』には神奈川県内に関する説話が66話あり、全体の50％強となる。特に、大住郡（現在の伊勢原市・平塚市・秦野市）に関する説話は32話あり、県内全体の48％になる。県外では、59話のうち江戸関連が21話、武蔵国関連が11話、下野国関連が11話と多く、他は僅少である。これらの事実は、当時の大山信仰の分布を考察するうえで重要視すべきものとされる。
説話の中に登場する年代についてみると、寛永年間（1624〜1644）から寛政4年（1792年）までが128話と最も多く、その中でも明和・安永年間（1764〜1781年）の説話が約58％になる。特に安永年間の説話は44話であり、全体の約34％である。このことは、大山信仰の最盛期が宝暦年間（1751〜1764年）以降とされることを裏づけているとされる。
また、説話の登場人物では、百姓が57人であり、全体の約47.5％となっており、大山信仰が百姓を中心とした庶民の信仰であったことを示すとされる。また、人々が大山に祈願したこととして、最も多いのは、病気平癒（45話）で全体の36％であり、ついで災難除け（34話）で、全体の27％である。なお、大山古川柳にみられるような「借金逃れ」の説話はみられない。

## 登山
山頂は1252mで、晴れた日の眺望は新宿高層ビル群や房総半島にまで及ぶ。下社から山頂までは徒歩で1時間半ほどである。山頂にはチップ制公衆トイレがあるが、給水管の凍結や破裂を防ぐため冬期は閉鎖されている。
登山ルートは大きく3つに大別され、登山者が最も多い登山道は伊勢原コースである。

### 伊勢原コース
- 伊勢原駅からバスで大山ケーブルバス停（登山口）→阿夫利神社駅（ケーブルカー終点）→阿夫利神社下社→登拝門→夫婦杉→富士見台→ヤビツ峠分岐（25丁目）→阿夫利神社本社→大山山頂

### 秦野コース
ルートは更に3つある
- 秦野駅からバスで蓑毛バス停（登山口）→蓑毛越→かごや道分岐→阿夫利神社下社（以下伊勢原コース参照）
- 秦野駅からバスで蓑毛バス停（登山口）→蓑毛越手前分岐点→富士見台（※本コースは阿夫利神社下社を経由せず富士見台まで登る。以下伊勢原コース参照）
- 秦野駅からバスでヤビツ峠バス停（登山口）→ヤビツ峠レストハウス→イタツミ尾根→ヤビツ峠分岐（25丁目）（※本コースは阿夫利神社下社を経由しない。以下伊勢原コース参照）

### 本厚木コース
ルートは更に2つある
- 本厚木駅からバスで広沢寺温泉バス停（登山口）→滑岩→日向薬師→九十九曲→見晴台→二重滝→阿夫利神社下社（以下伊勢原コース参照）
- 本厚木駅からバスで広沢寺温泉バス停（登山口）→滑岩→日向薬師→九十九曲→見晴台（分岐道）雷ノ峰尾根→大山山頂へ（※本コースは阿夫利神社下社を経由しない）

### 大山山頂周遊
阿夫利神社駅（大山阿夫利神社下社）からのルートは、登山口にある登拝門を1丁目、大山山頂を28丁目としてルートが分けられている。登山者の一部はケーブルカーを利用して阿夫利神社下社まで行き、登拝門→富士見台→大山山頂（阿夫利神社本社）→雷ノ峰尾根→見晴台→二重滝→阿夫利神社下社の時計回り、もしくは阿夫利神社下社から反時計回りでスタート地点の下社まで周遊する者もいる。
- 28丁目 - 大山山頂で大山阿夫利神社本社がある[12]。
- 20丁目 - 富士見台[12]
- 15丁目 - 天狗の鼻突き岩[12]
- 14丁目 - 牡丹岩[12]
- 8丁目 - 夫婦杉[12]
- 1丁目 - 登拝門があり毎年7月27日に夏山開きが開催される[12]。

### 女坂の七不思議
伊勢原コースを徒歩で登ると、ケーブル駅の先の追分社（八意思兼神社）で男坂と女坂に道が分かれる。左に進む女坂の道中には「女坂の七不思議」がある。
弘法水
弘法大師が金剛杖の先で地面を突いて湧き出したと伝えられる湧き水
子育て地蔵
いつからか幼い子供のような顔に変わったと伝えられる石造の地蔵
爪切地蔵
弘法大師が一夜にして爪で彫ったと伝えられる、2メートルを超える磨崖仏
菩提樹
釈迦がその下で瞑想して悟りを得たという木とは異なる品種の菩提樹
無明橋
話をしながら渡ると落とし物や忘れ物をすると言われる橋
潮音洞
耳を寄せると潮騒の音が聞こえると言われる、岩盤に開いた四角い洞穴
眼形石
眼病に効果があると言われる、人の目の形をした自然石

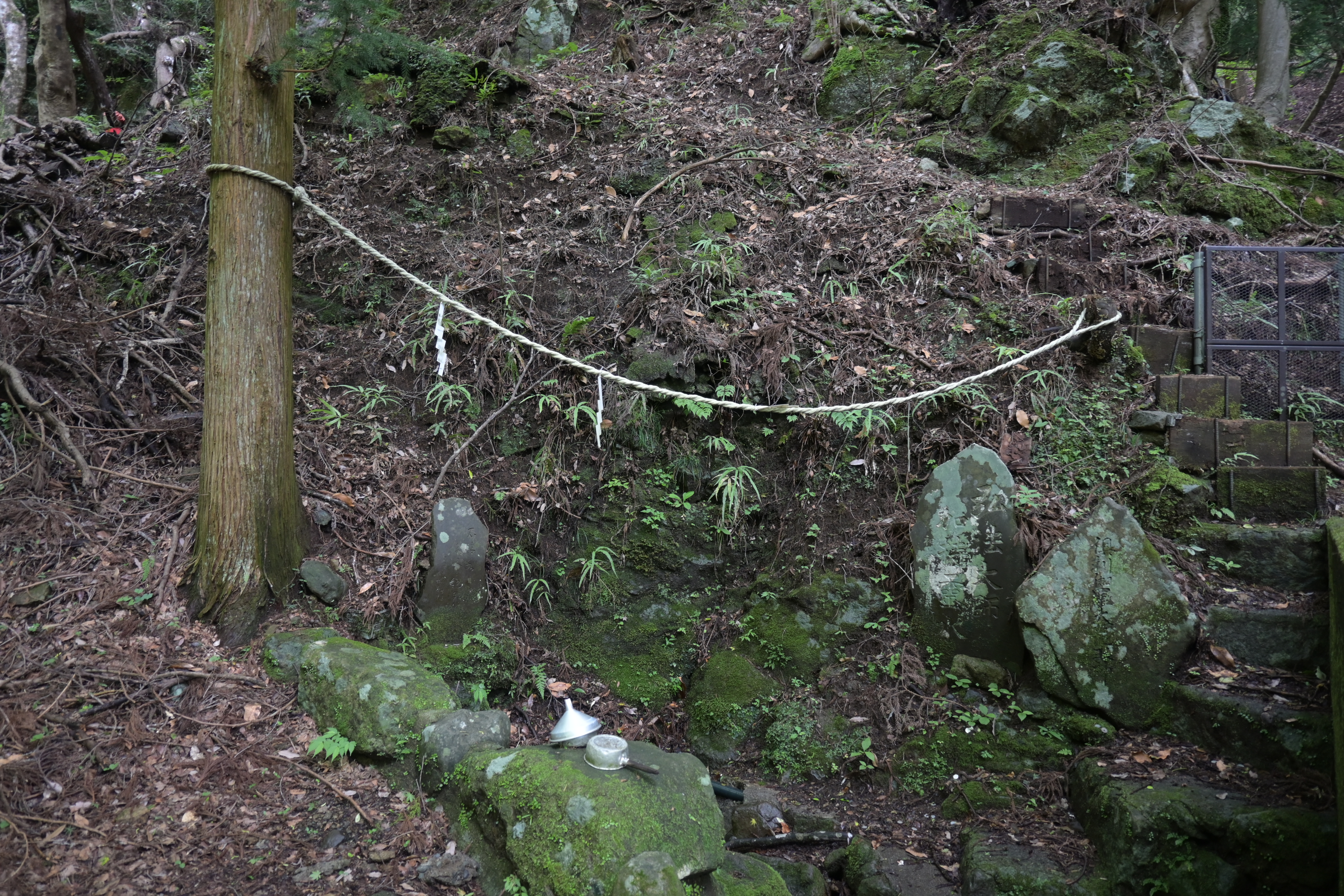
弘法水
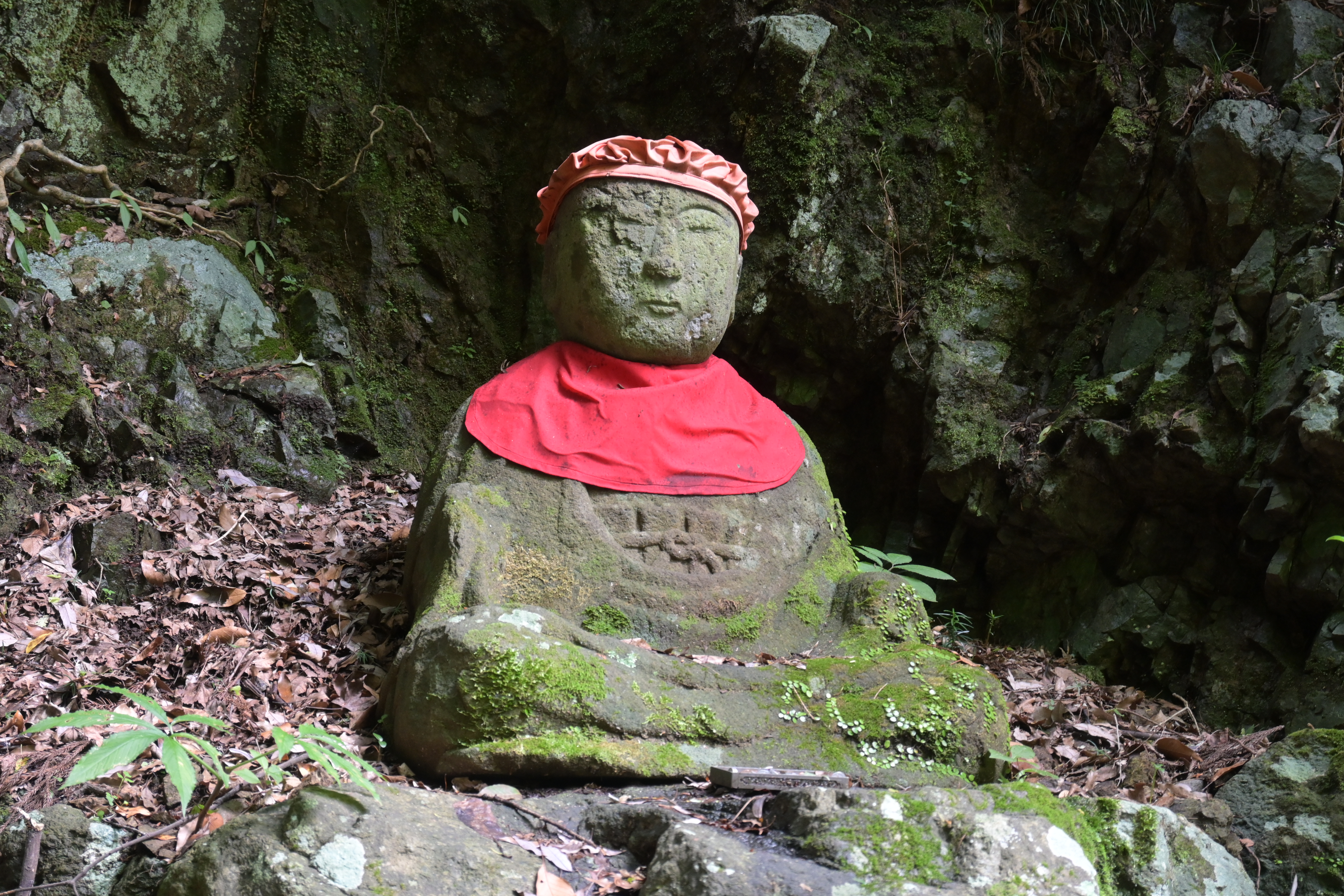
子育て地蔵
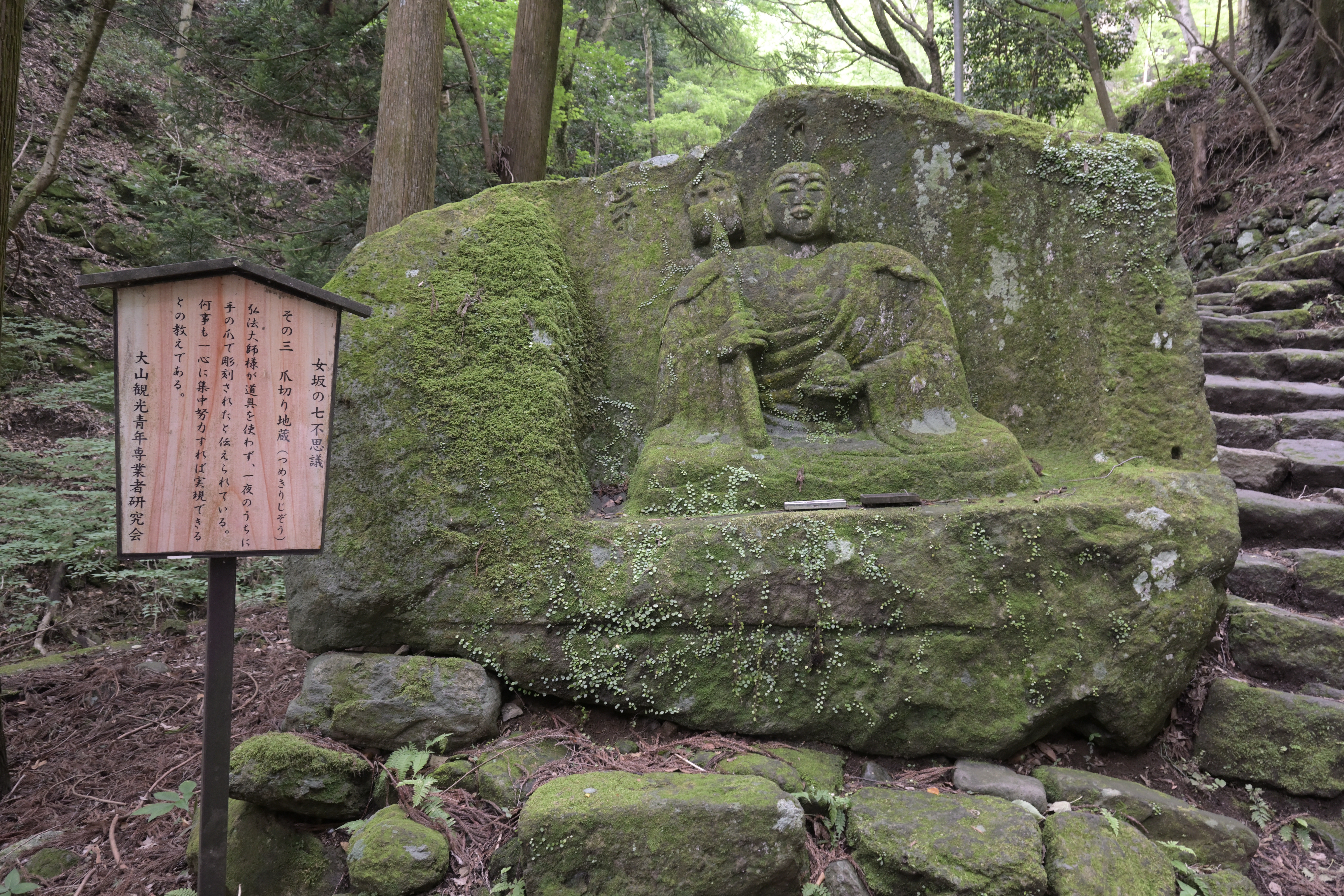
爪切地蔵
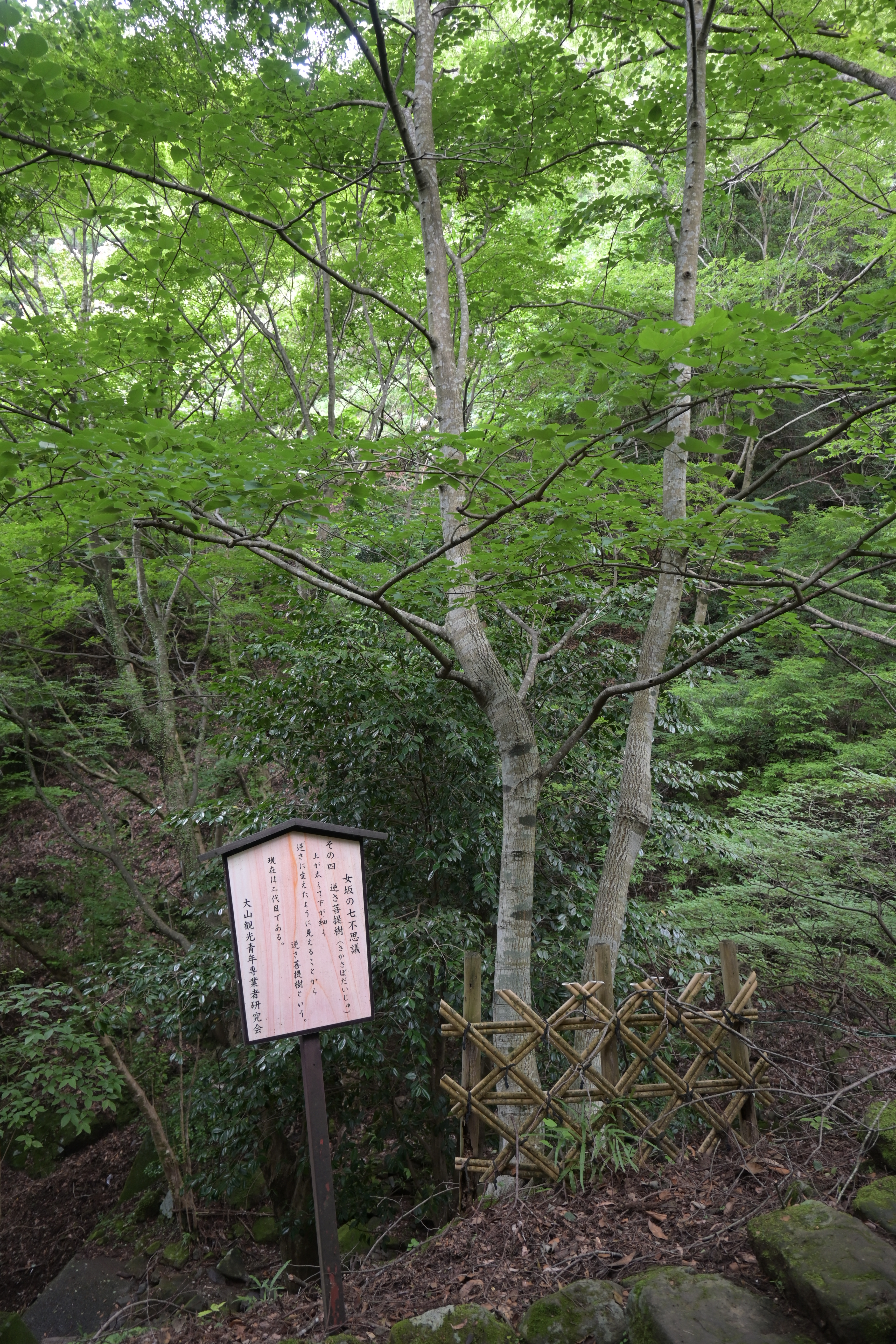
菩提樹
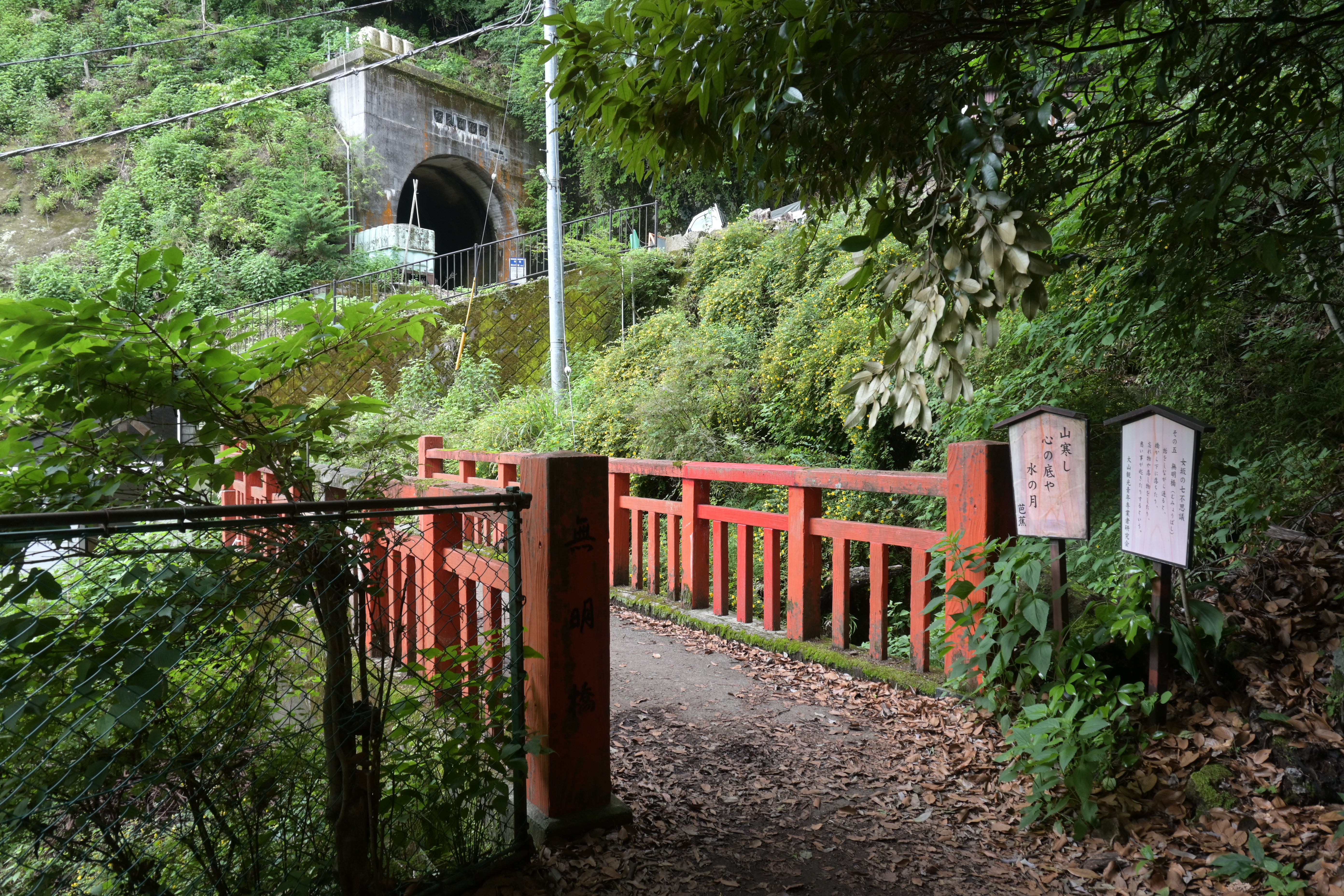
無明橋
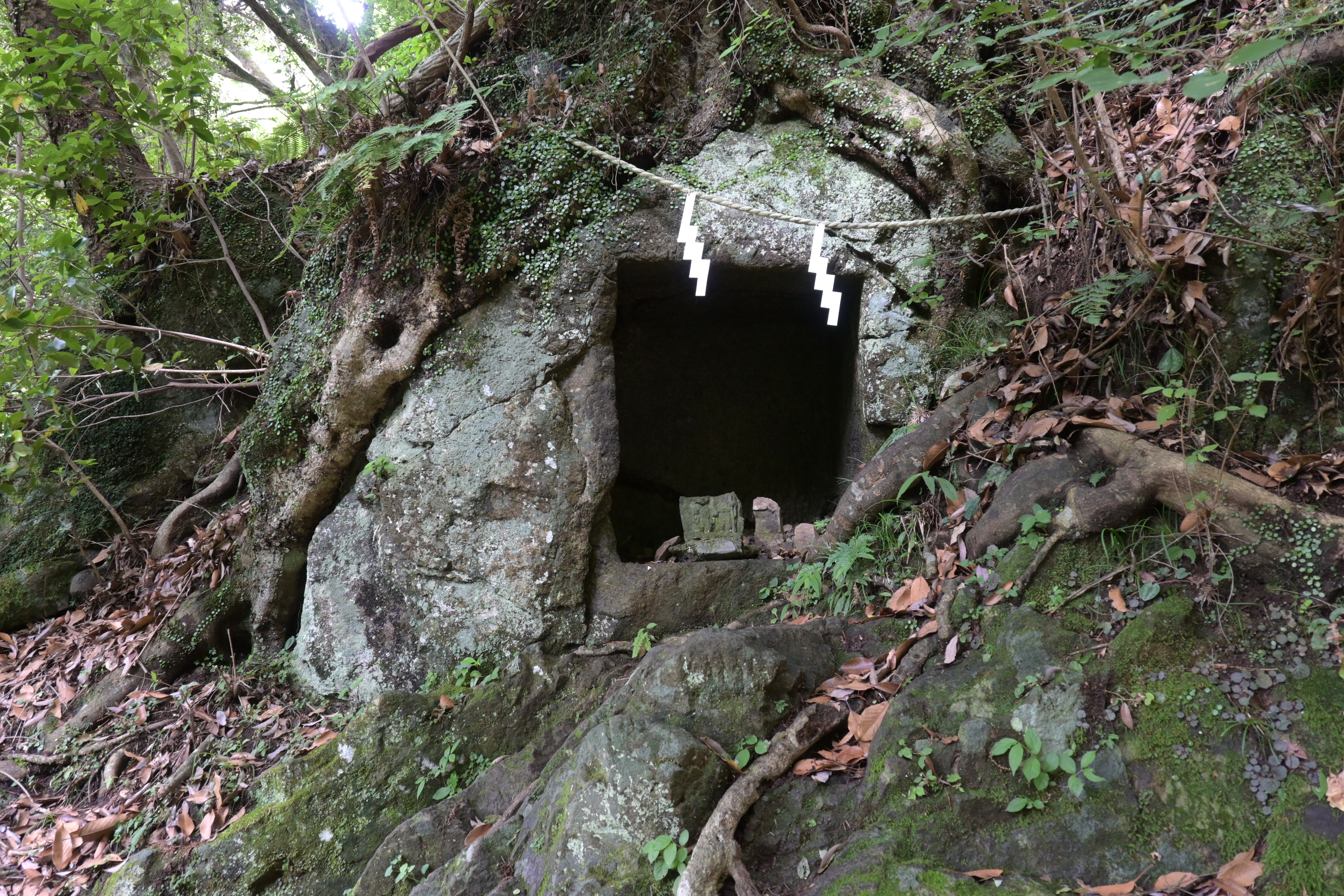
潮音洞
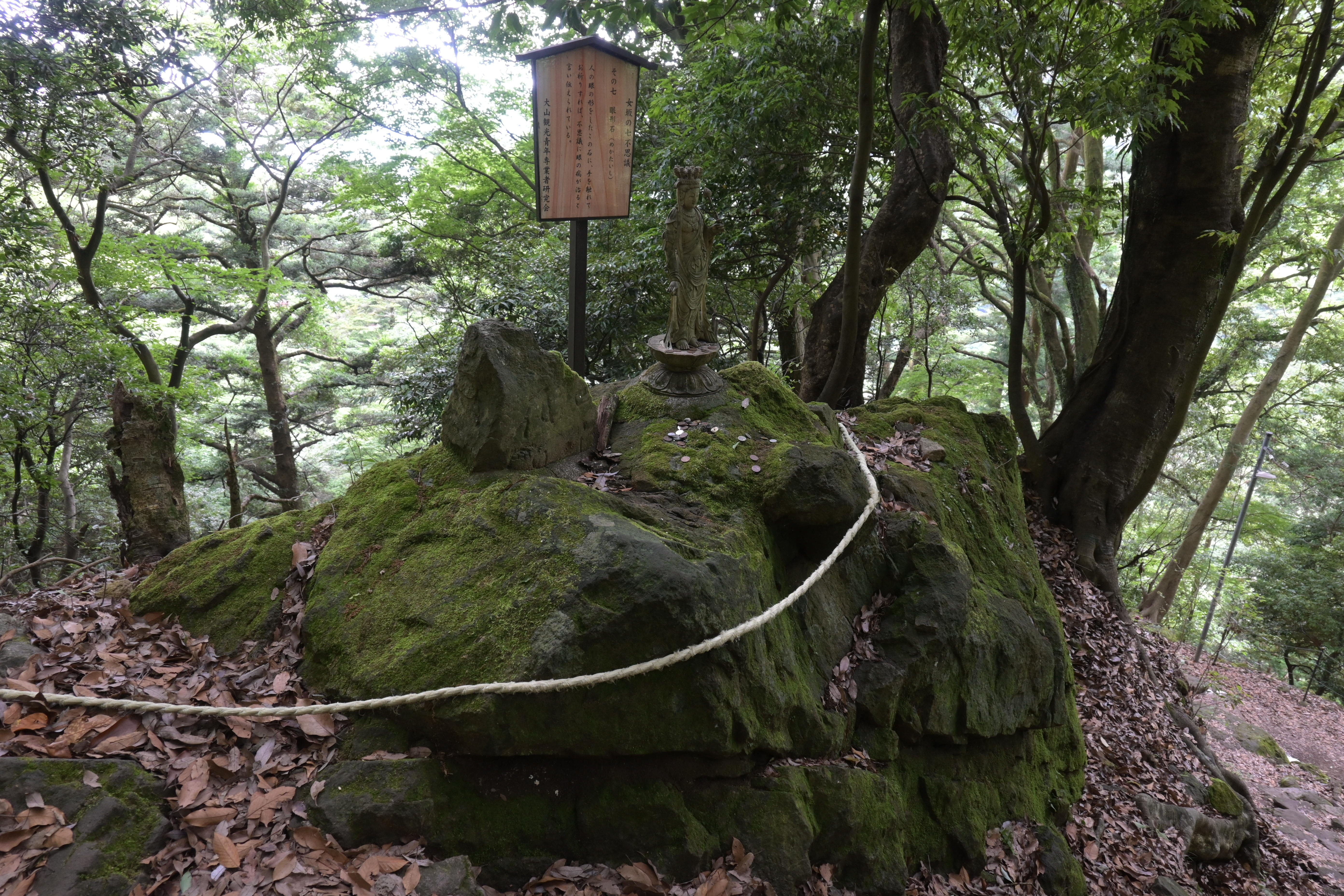
眼形石

### 登拝門
下社からの登山口となる登拝門は、毎年7月27日から8月17日の夏山の期間を除いて、片方の扉のみが開かれている。江戸時代までは、通常の参拝は大山寺のあった当所までしか認められず、例大祭が行われる20日間に限って男性のみ頂上まで登拝することができた。そのため元禄時代から、日本橋の大山講「お花講」によって毎年7月27日に登拝門の開扉が行われている。

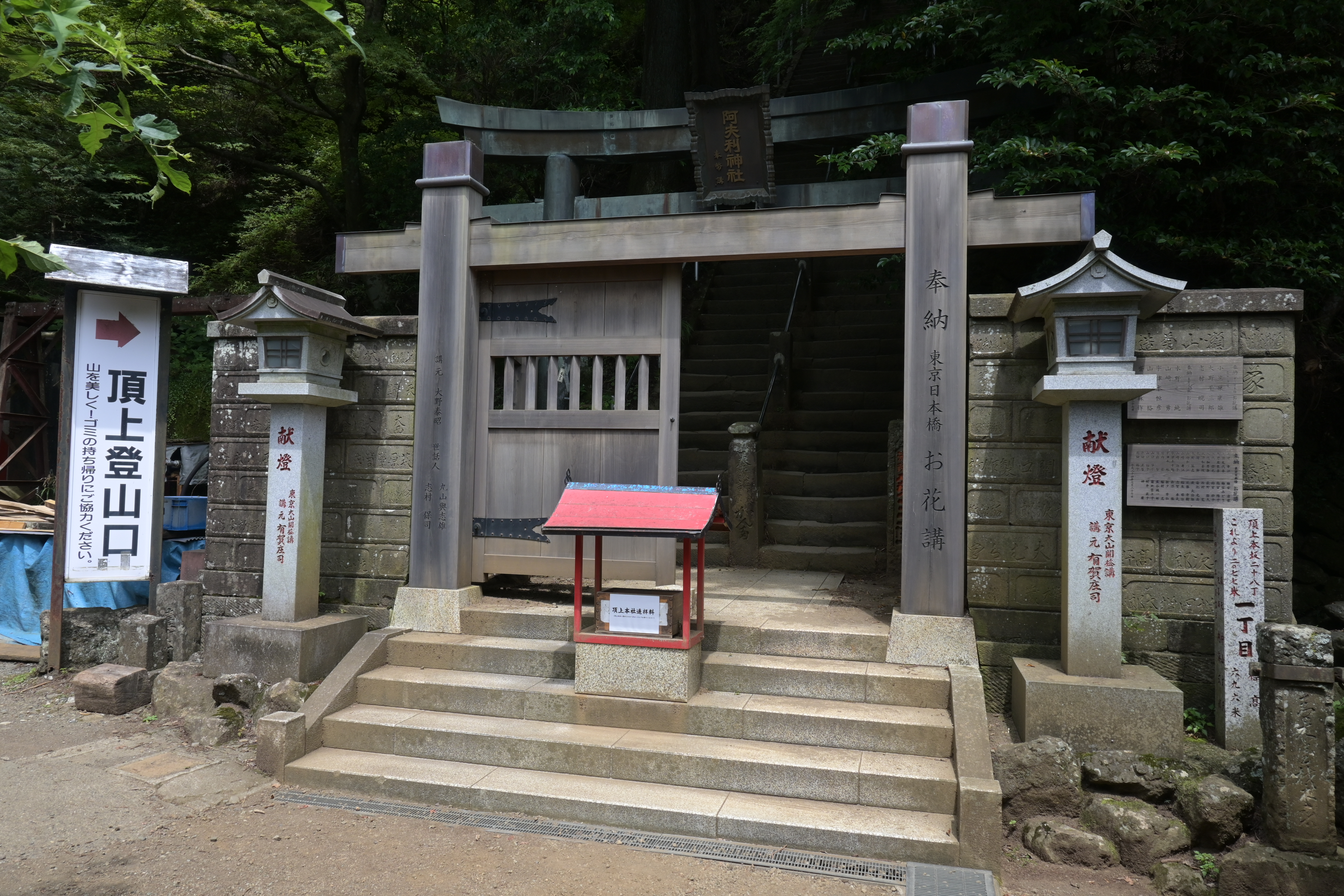
片開きの登拝門
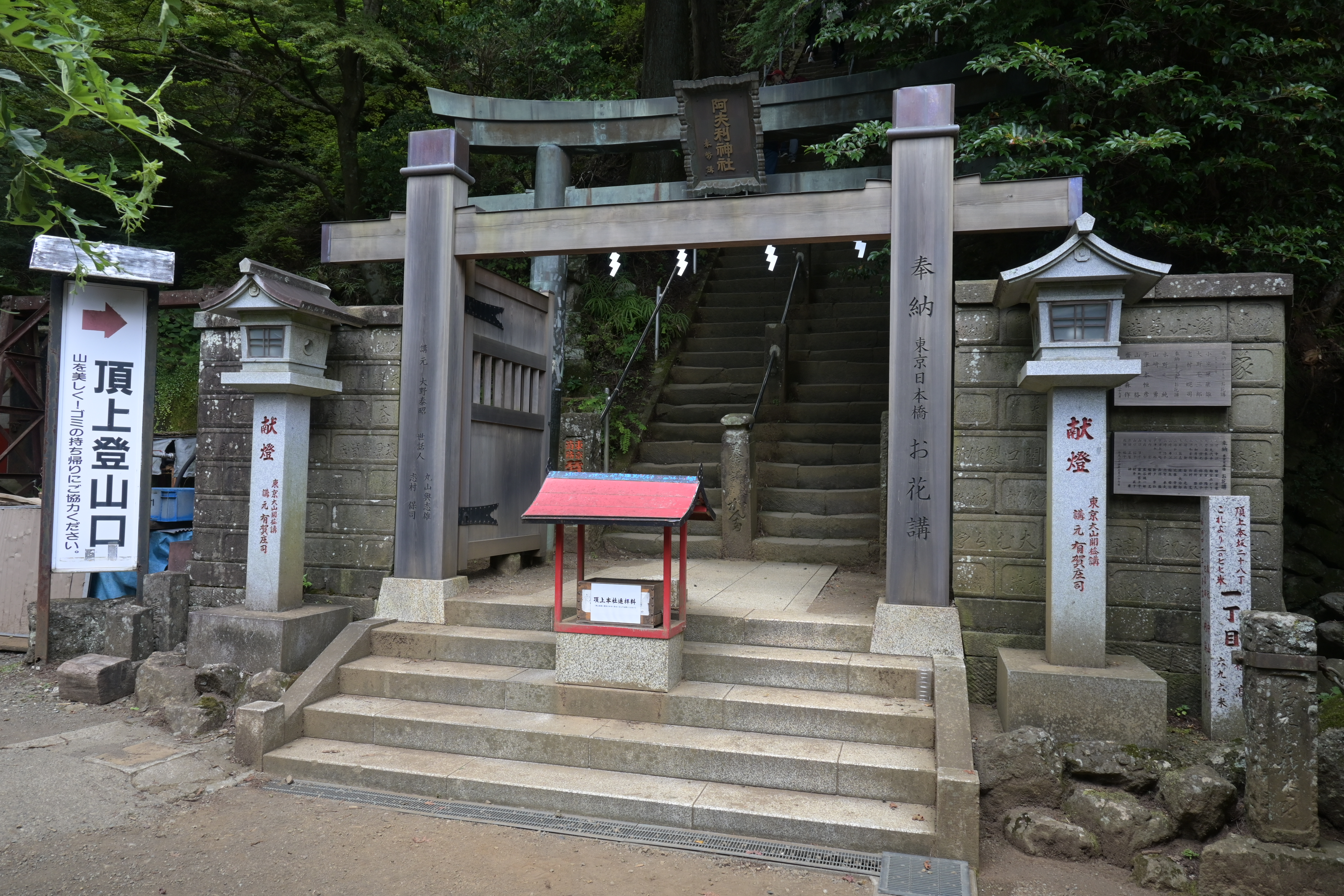
夏山期間中の登拝門

## 観光
公共交通機関でアクセスする場合、山麓の大山ケーブル駅までは、小田急小田原線伊勢原駅からバスを利用し、終点の「大山ケーブル」バス停から「こま参道」を歩くこととなる。ケーブルカー（大山観光電鉄大山鋼索線）は大山寺最寄りの大山寺駅を通って阿夫利神社の下社最寄りの阿夫利神社駅まで通じている。
大山へのアクセス道路である神奈川県道611号大山板戸線（旧道）は、市街地を抜けてから狭小区間が続き、すれ違い困難である上に渋滞の要因にもなっていたが、2022年までに並行して2車線の県道611号大山バイパスが整備され、道路状況は大きく改善された。また、2020年には新東名高速道路の伊勢原大山ICが開通し、自動車でのアクセスが容易となった。ただし、「大山ケーブル」バス停周辺の駐車場が小さいこともあり、特に初詣、紅葉シーズンは混雑が著しい（多客期は、山麓にある伊勢原市立大山小学校のグラウンドが臨時駐車場として開放される）。
丹沢山系から流れる良質な水を使った豆腐作り、民芸品としての「大山こま」作りも行われており、大山ケーブル駅までの「こま参道」沿いには宿坊の面影を残す旅館、豆腐料理店、民芸品店が軒を並べる。また、「大山まんじゅう」も名物である。
イベントとしては、「大山とうふまつり」と伊勢原駅から下社まで9 km、高低差650 mを一気に駆け上がる「大山登山マラソン」（いずれも3月）がある。

## 滝
大山とその山麓には、大山を水源とする二級河川の大山川（途中から鈴川と名前が変わる）が流れており、信仰にも関係の深い滝が多くある。

### 二重滝
大山山中の急傾斜を流れる大山川の滝である。下社から見晴台へ向かうコースの途中に二重社があり、その後ろに二段に流れ落ちる二重滝がある。雨乞いの滝であり、この滝の水を汲んで雨乞いの儀式に用いる御神水とした。

### 八段滝
二重滝の下流にある八段滝は、階段のように連なる岩盤の上を水が流れ落ちる景勝地であったが、現在は門前町の水道の水源地として立ち入りが禁止されている。

### 門前町の滝
大山の麓の5つの門前町には、それぞれの町に1つずつ滝があった。いずれも鈴川の支流にあり、大きなものではない。現在は宿坊などによって管理されており、水枯れしてしまった滝もある。
大滝
別所町にある。大山講中の水垢離場であり、江戸時代には賑わっていた様子が錦絵に描かれている。
愛宕滝
福永町にある。鎮守の愛宕社があり、松尾社が合祀されている。
良弁滝
開山町にある。大山を開いた良弁を祀る開山堂がある。良弁がこの滝で禊をして山に登ったといわれ、江戸時代には禊の滝として賑わい、多くの浮世絵に描かれた。
清滝（阿夫利滝）
稲荷町にあった。1856年（昭和31年）に観光目的で作られたが、現在は石碑が残るのみである。
元滝
坂本町にある。水垢離場の一つである。
江戸時代の地誌『新編相模国風土記稿』には、大滝、愛宕滝、良弁滝、本滝（元滝のこと）について、高さと幅、滝守などが記されている。これら4つの滝は、日本遺産『江戸庶民の信仰と行楽の地 〜巨大な木太刀を担いで「大山詣り」〜 』の構成文化財となっている。

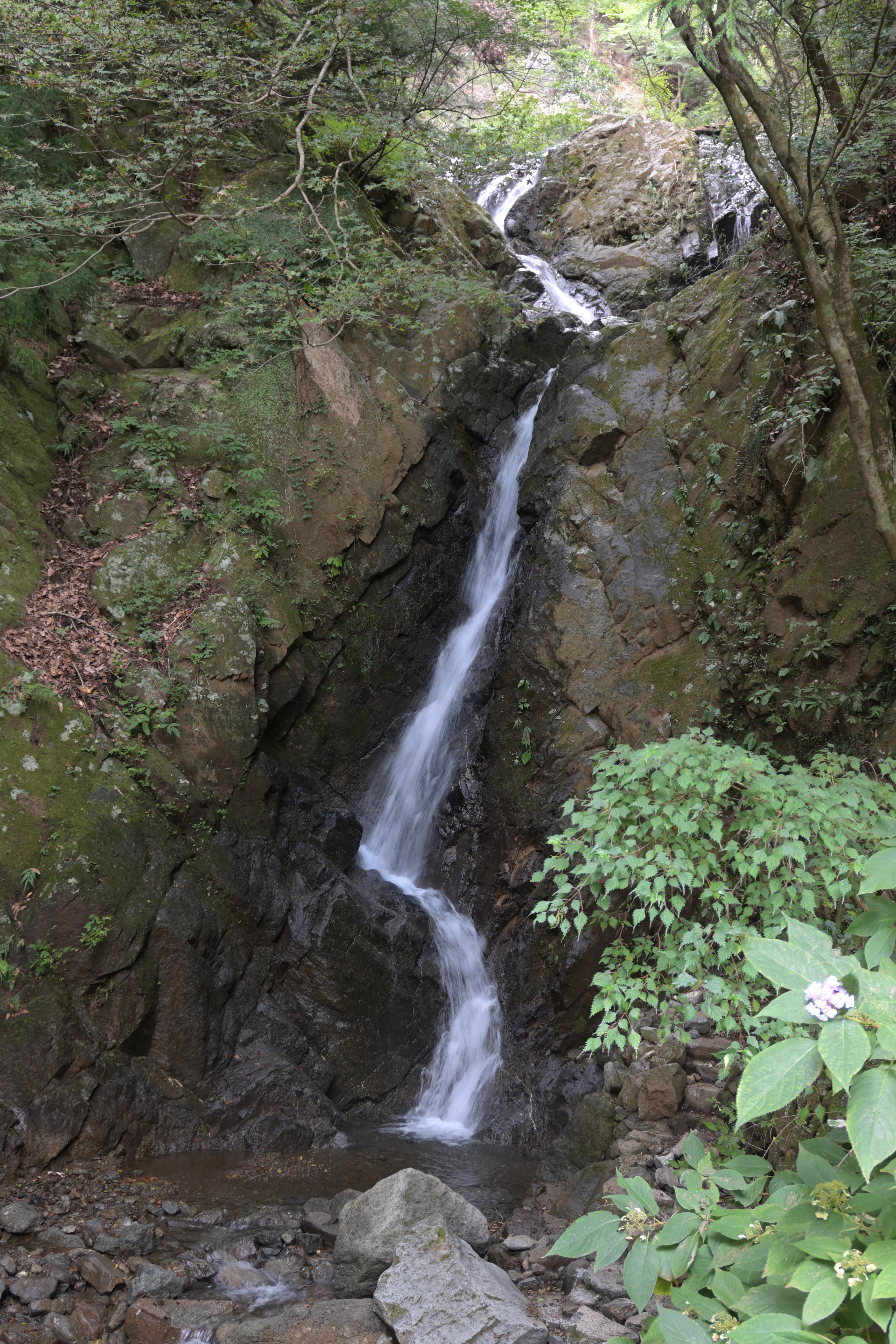
二重滝
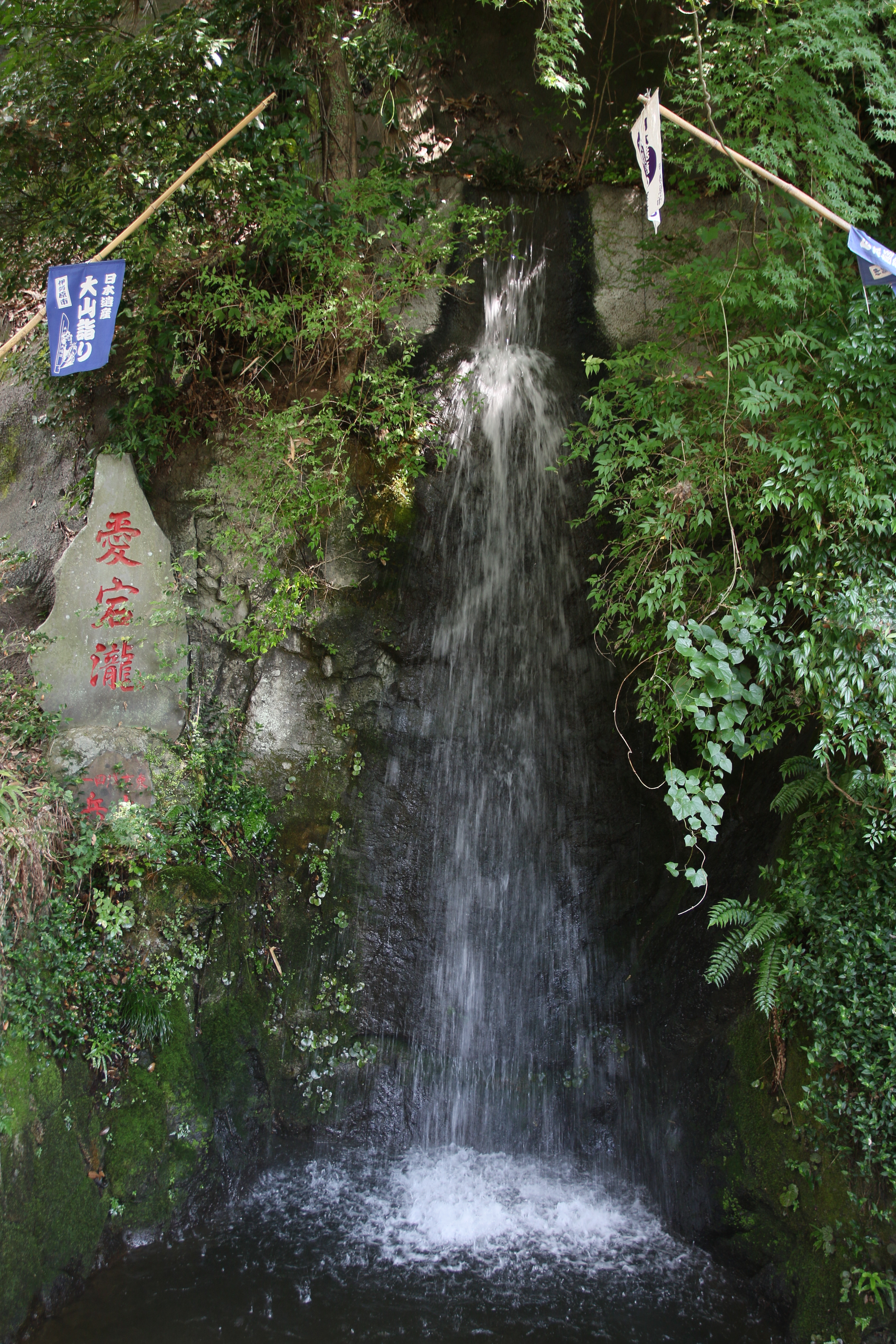
愛宕滝
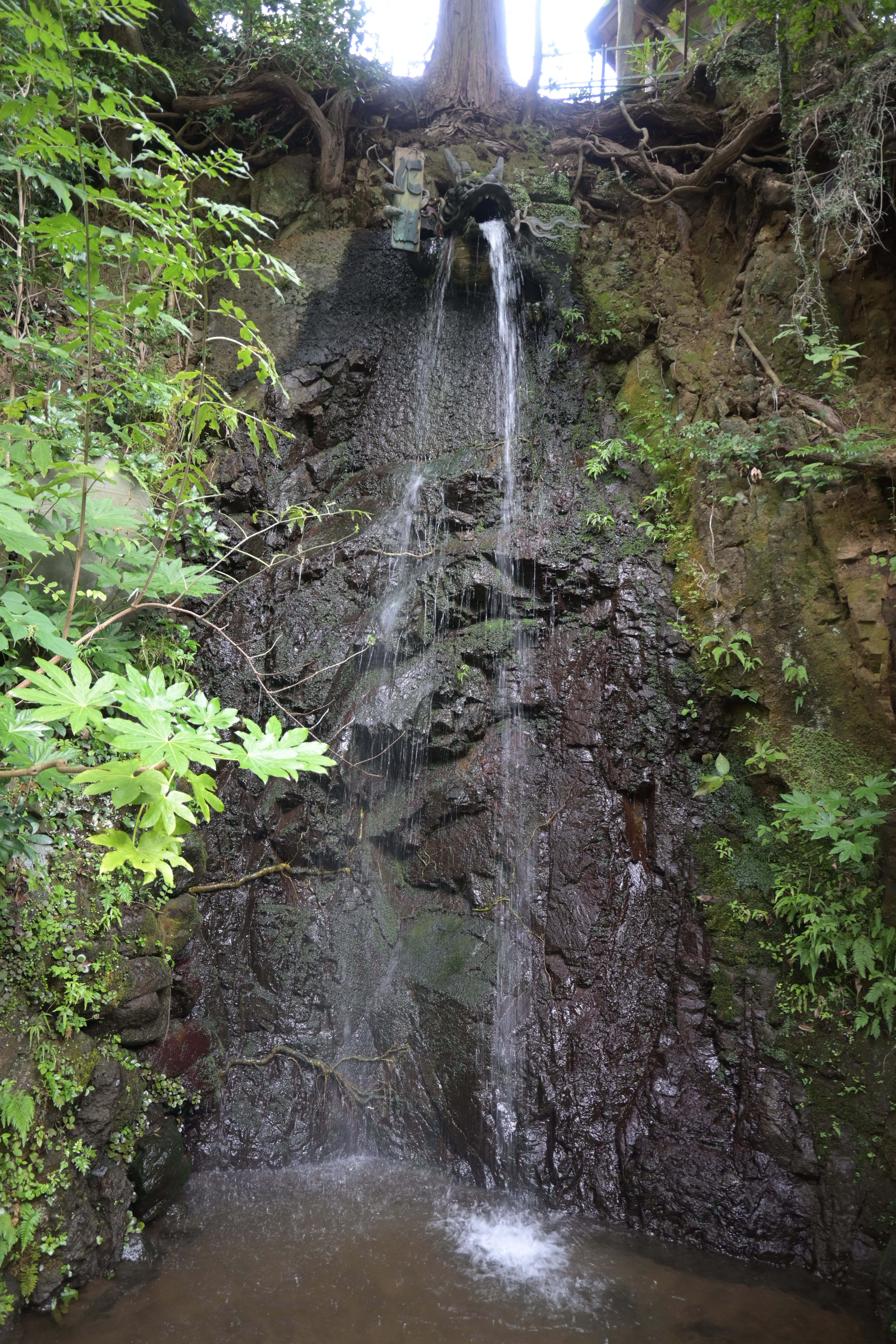
良弁滝
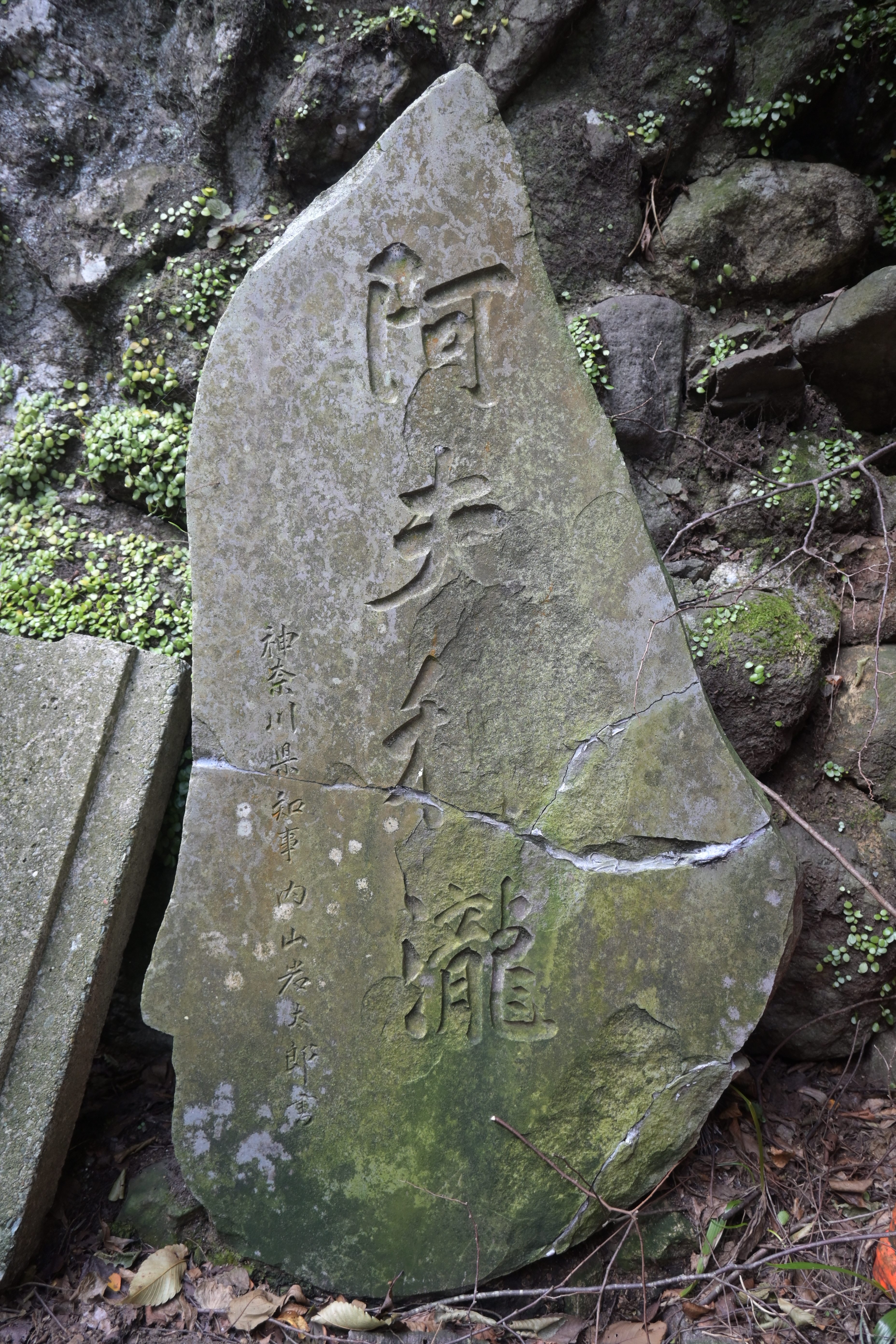
阿夫利瀧の碑

## FMラジオ放送送信施設
| 放送局名                    | 周波数  | コールサイン | 空中線電力 | 実効輻射電力 | 放送対象地域 | 放送区域内世帯数 | 放送開始日                |
| --------------------------- | ------- | ------------ | ---------- | ------------ | ------------ | ---------------- | ------------------------- |
| FMヨコハマ 横浜エフエム放送 | 84.7MHz | JOTU-FM      | 5kW        | 21kW         | 神奈川県     | -                | 2013年（平成25年）6月24日 |

神奈川県内一部地域の難聴取解消のため2013年6月24日の放送開始より、主送信所を円海山から移転し放送開始。円海山は大山から送信できなくなった場合の予備送信所に移行した。送信所は大山山頂付近の秦野市側にある。

## 大山の風景

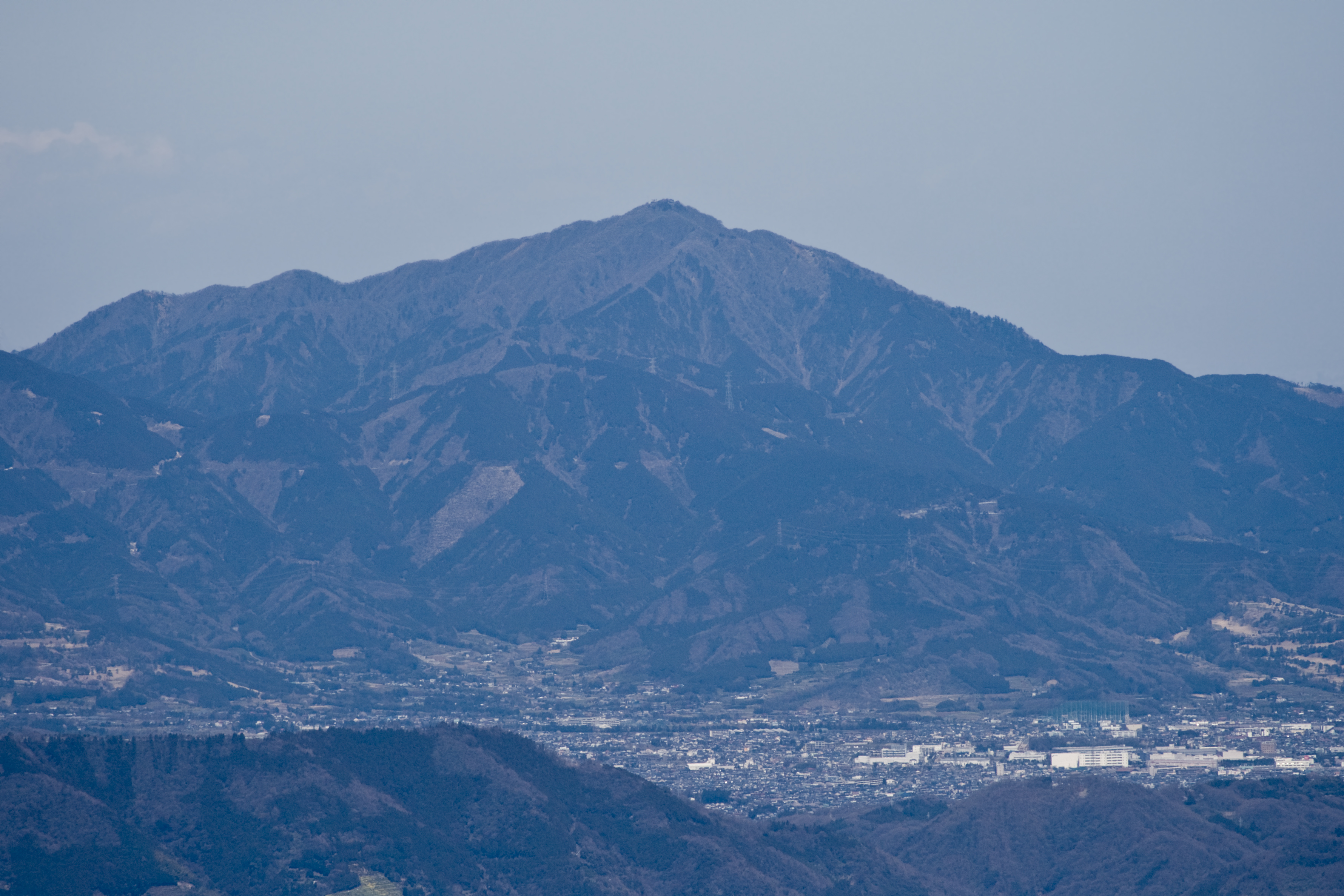
南西から
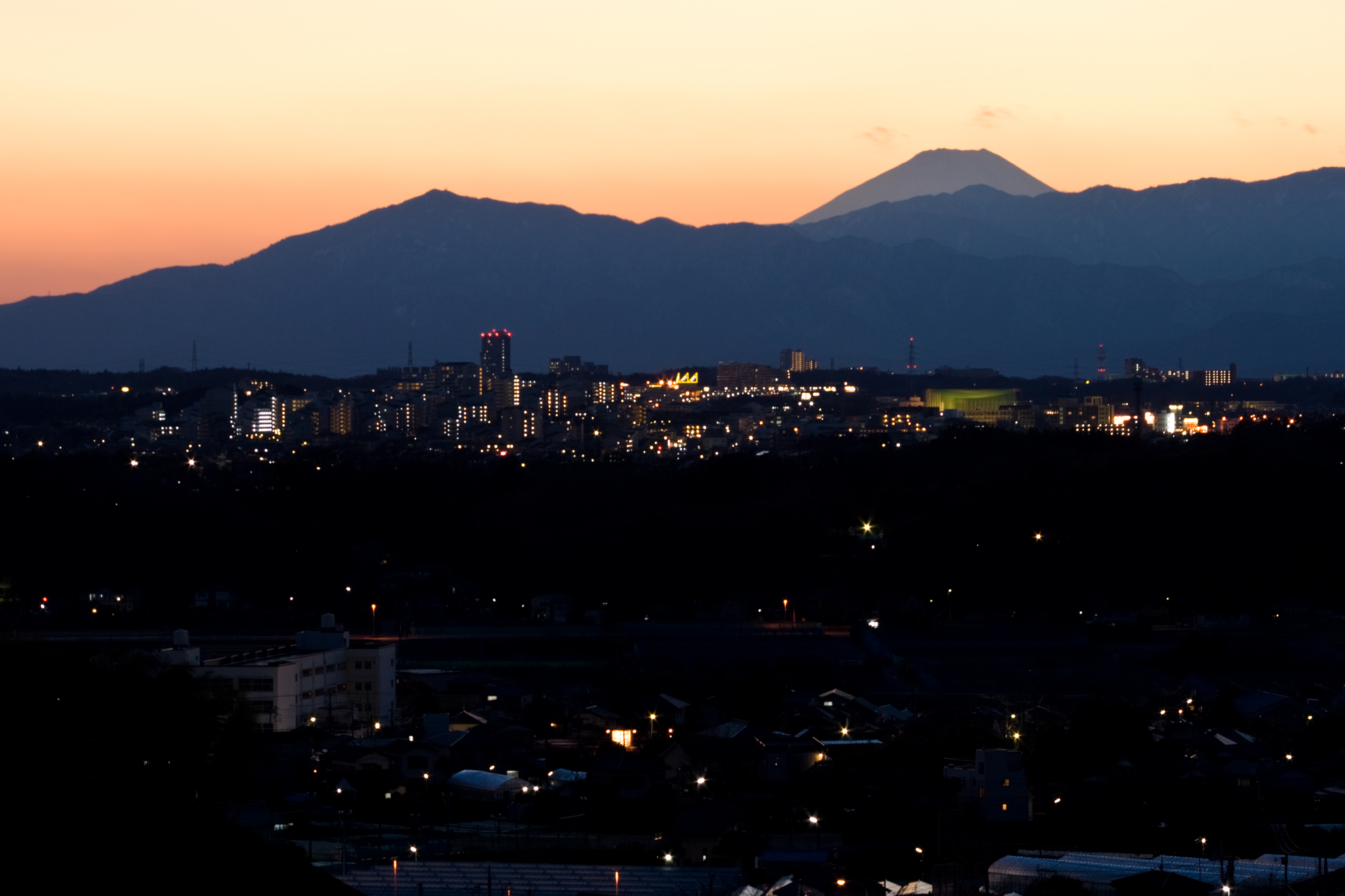
東北東から（左のピーク） （横浜市都筑区から）
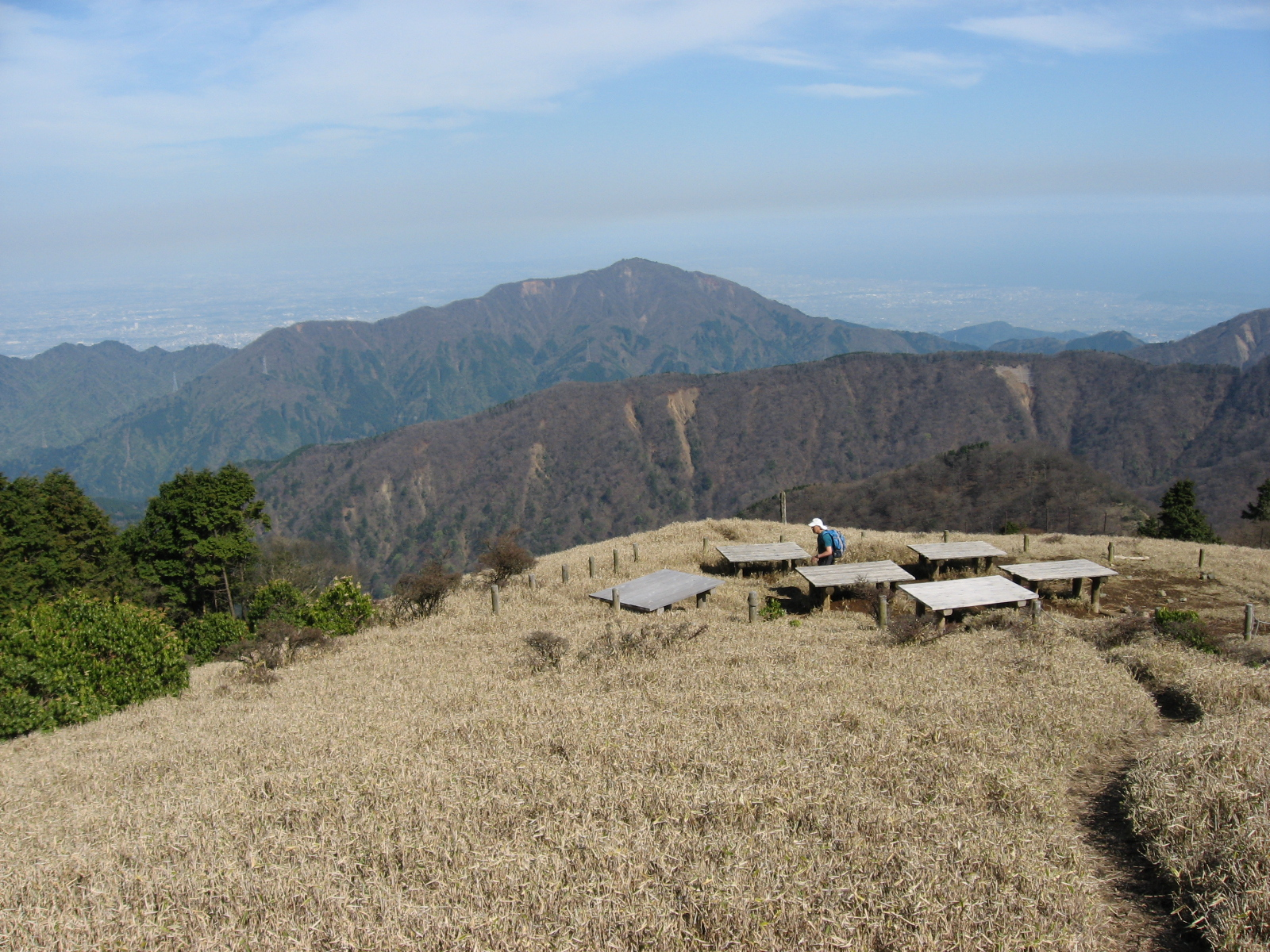
西北西から （竜ヶ馬場から）
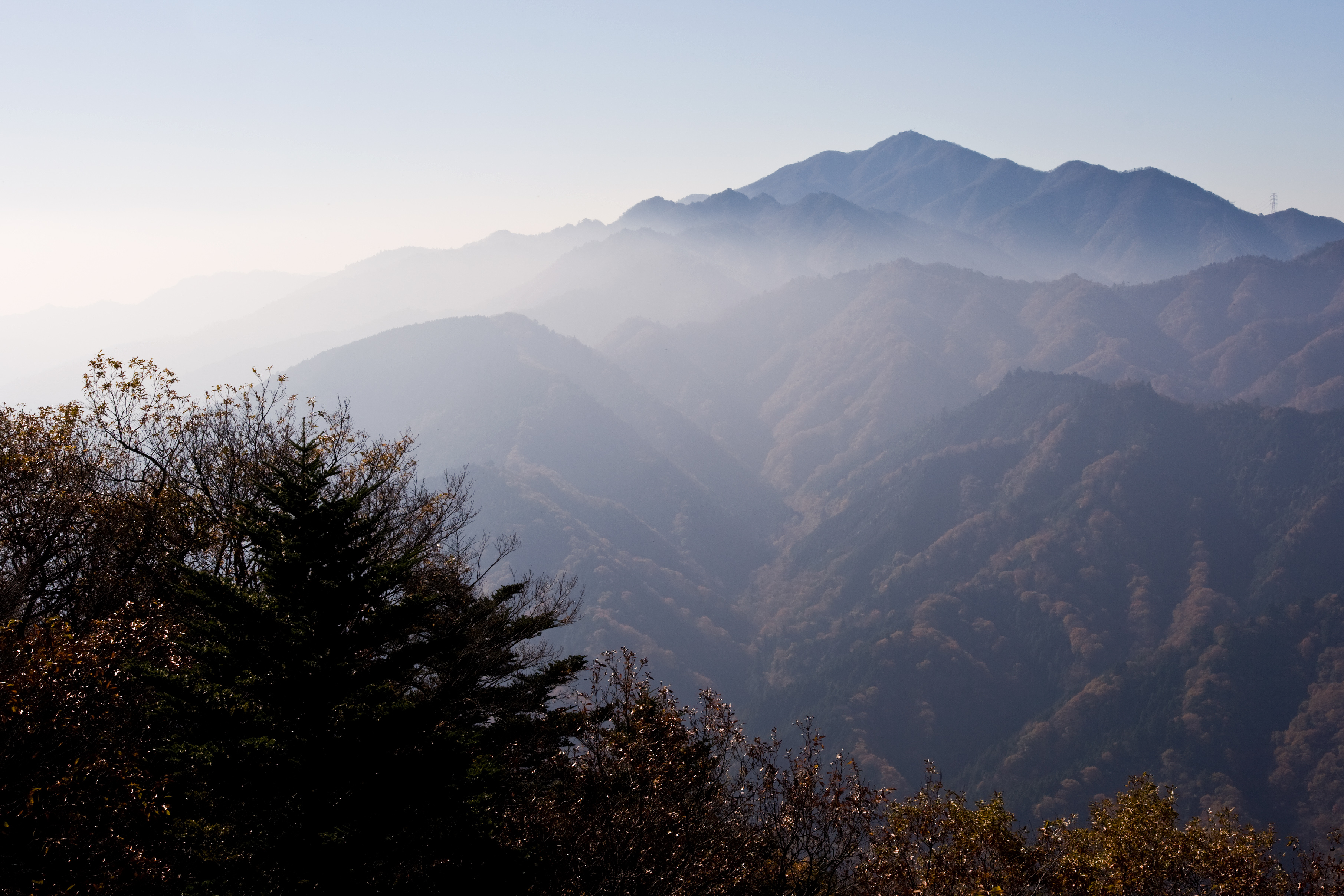
北から （仏果山から）
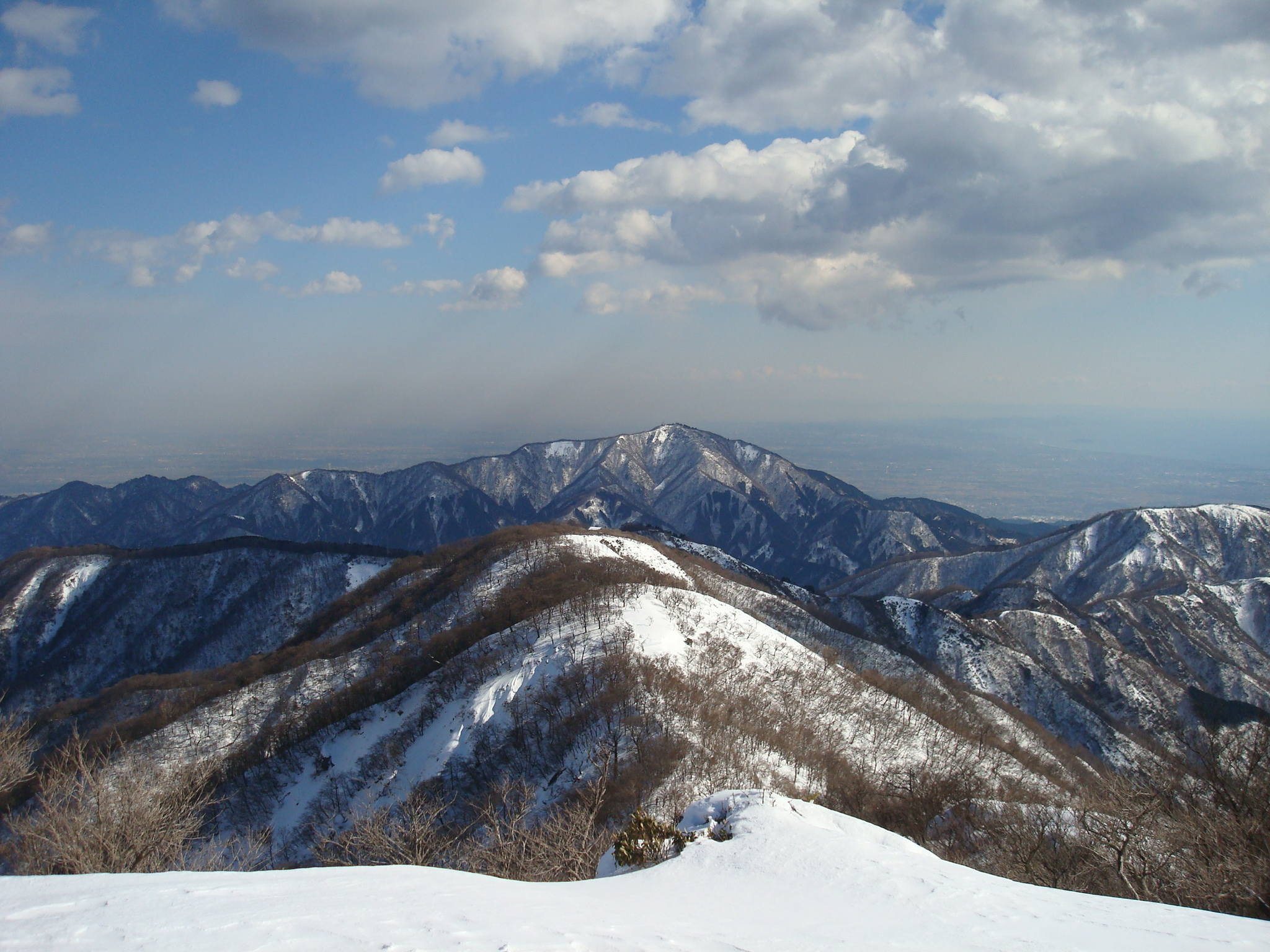
雪の塔ノ岳から大山
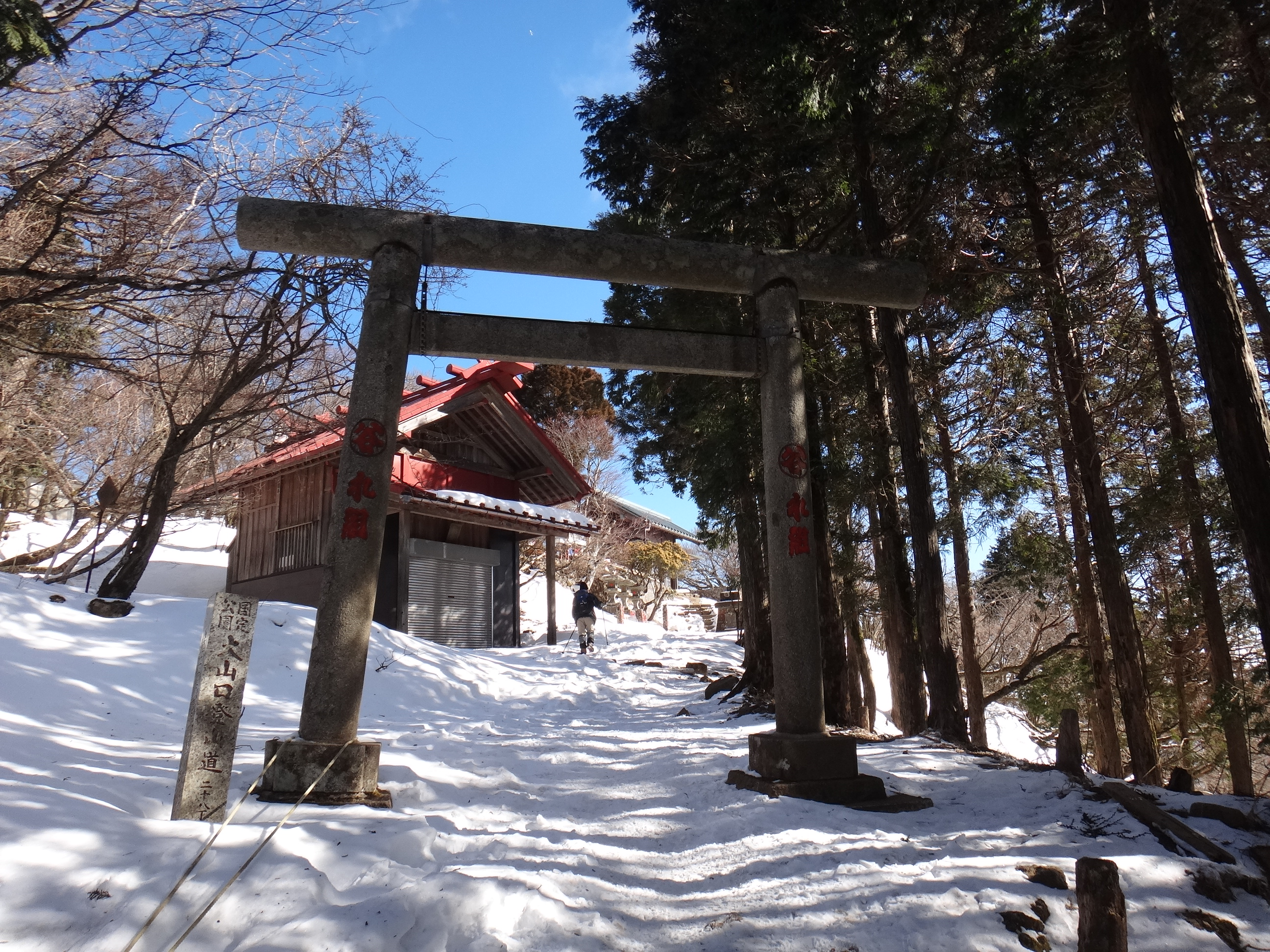
大山阿夫利神社奥社の鳥居
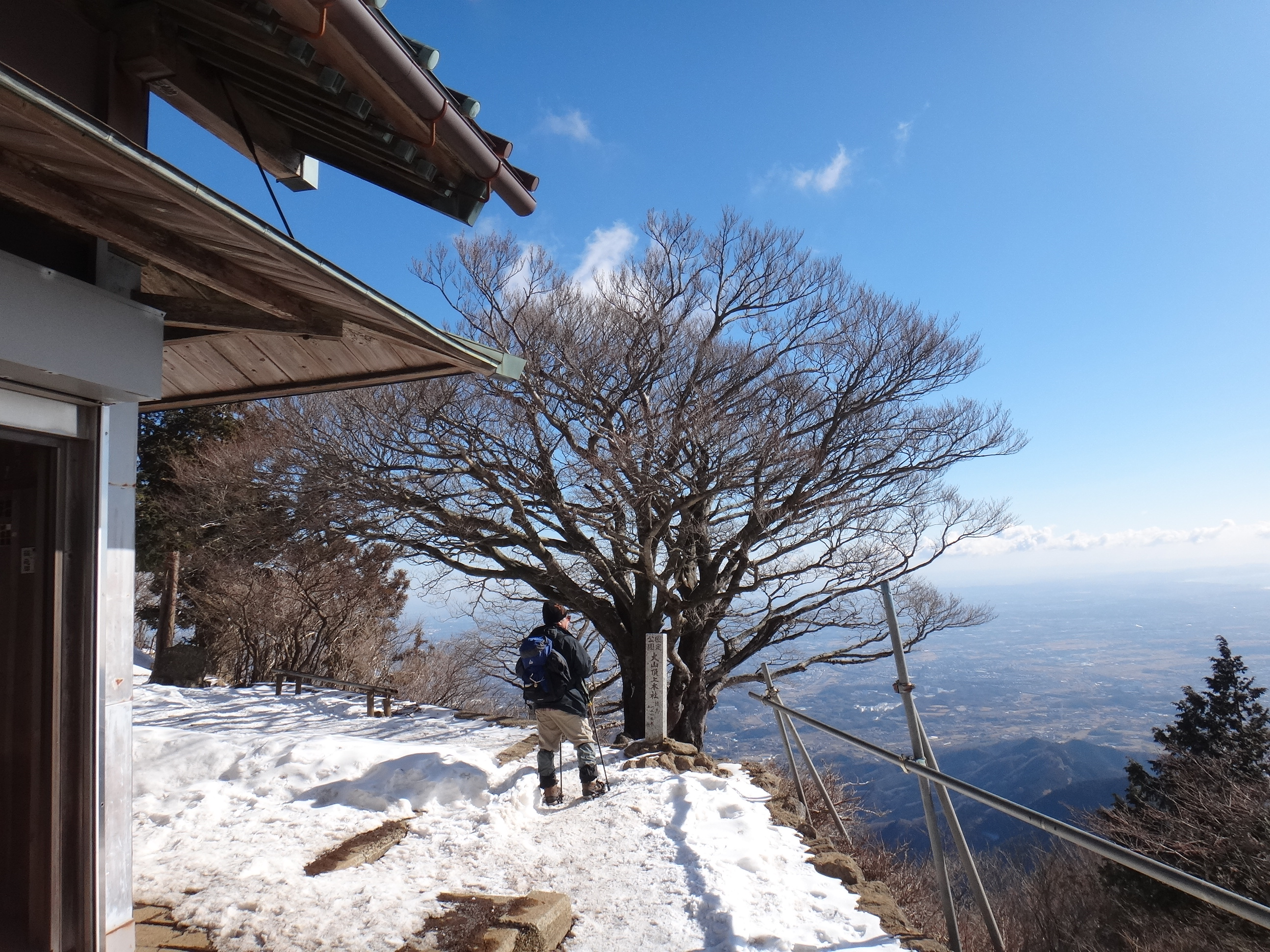
大山山頂の雨降木
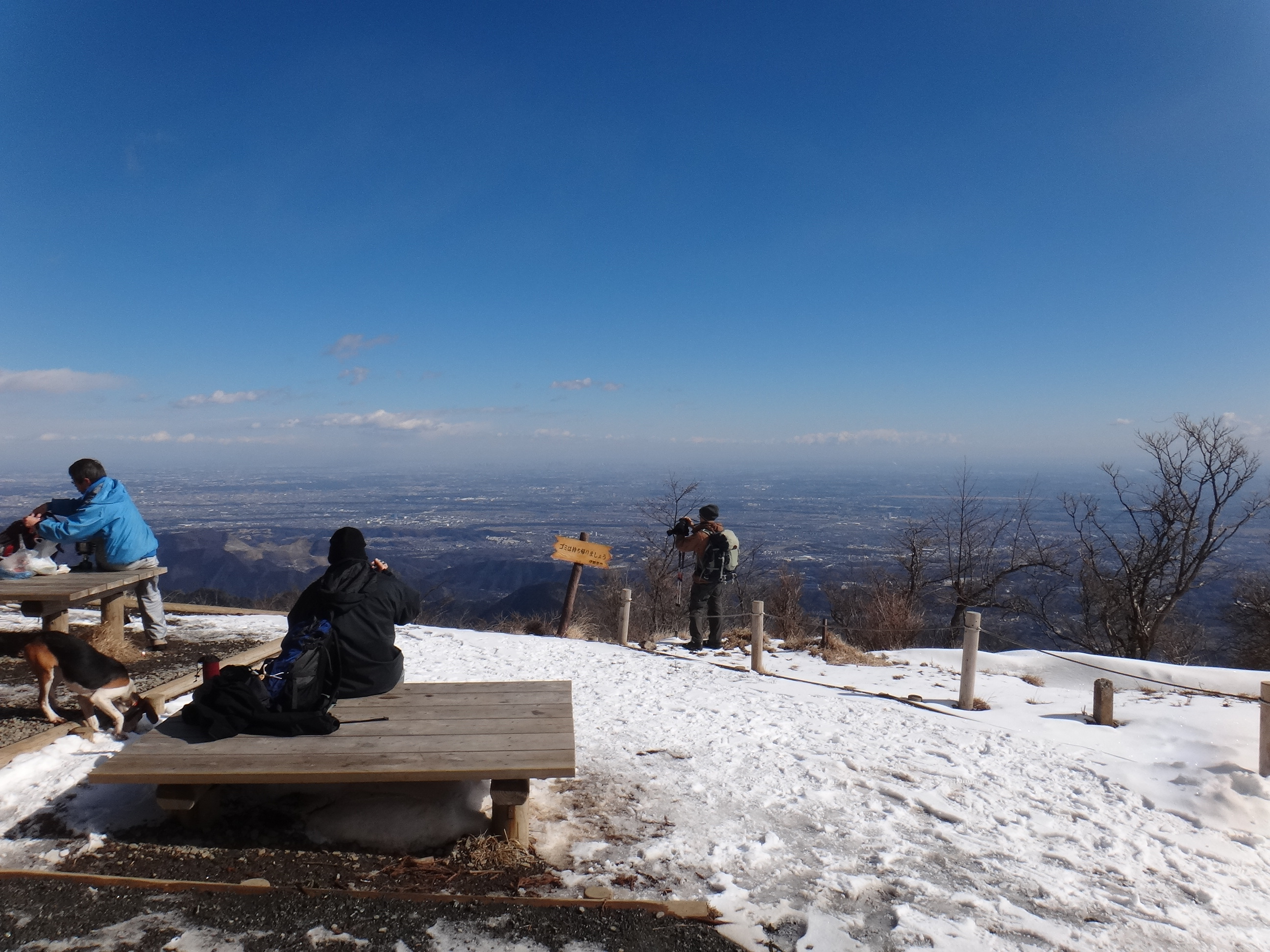
大山山頂広場から伊勢原の眺め
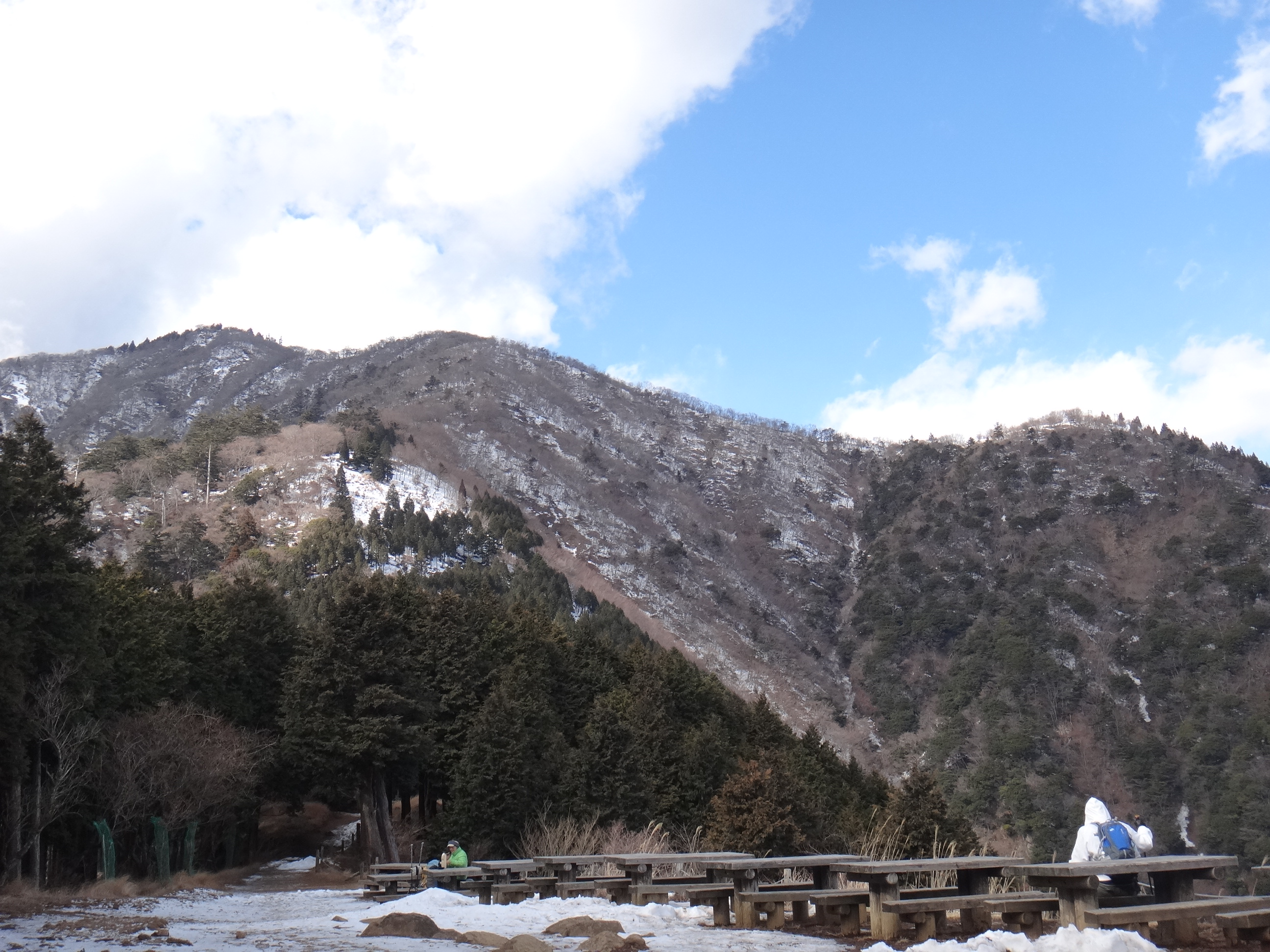
見晴台からの大山
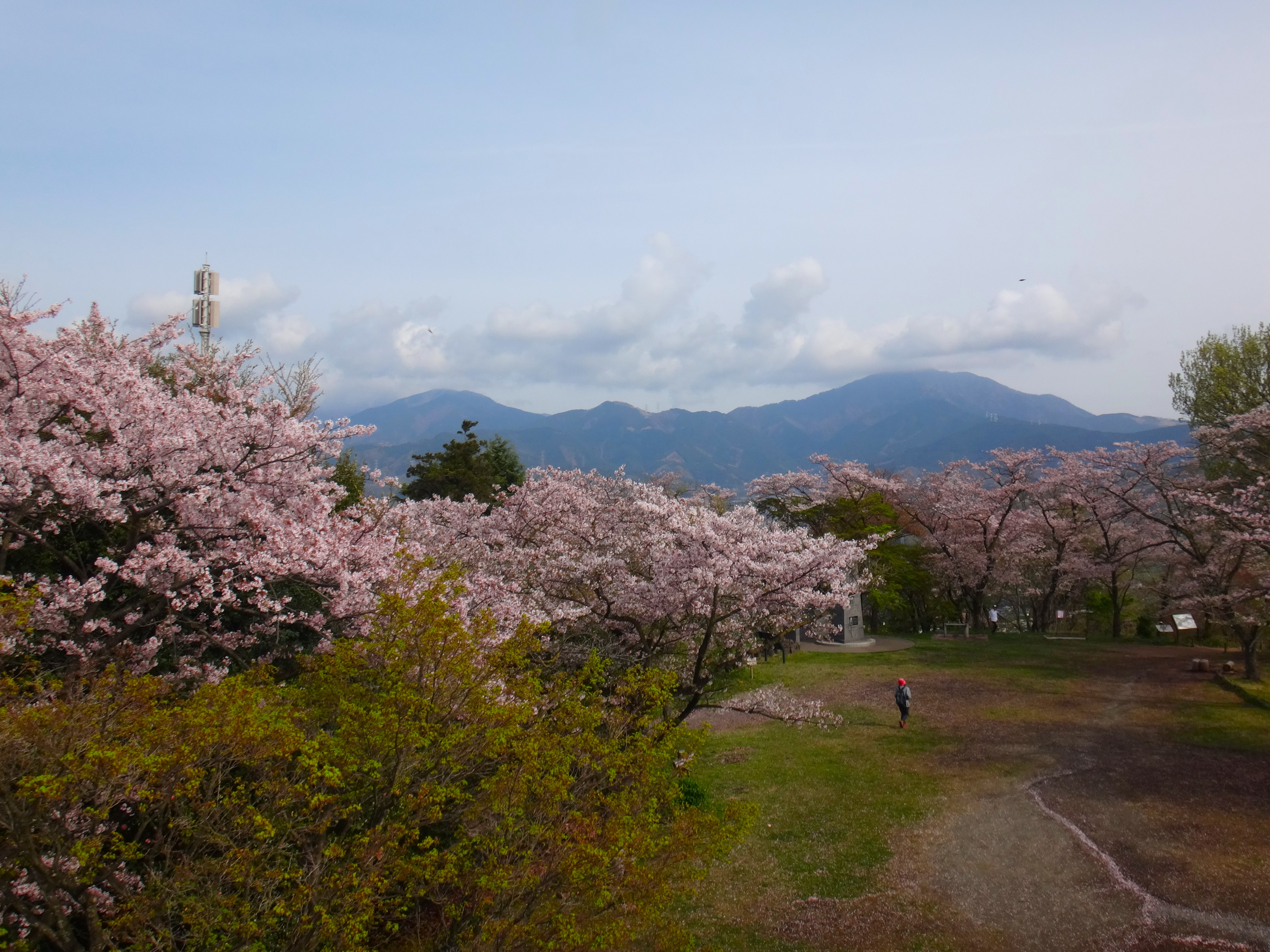
弘法山からの大山